# الاستجابات لجائحة كوفيد-19 في يوليو 2020
يوثق هذا المقال التسلسل الزمني للاستجابة لجائحة كوفيد-19 في يوليو 2020 التي نشأت في ووهان، الصين في ديسمبر 2019. قد لا تتضح بعض التطورات أو تُفهم بالكامل إلا بالعودة للماضي. بدأ الإبلاغ عن هذه الجائحة في ديسمبر 2019.

## ردود الفعل والتدابير لدى الأمم المتحدة

### 1 يوليو
أصدر مجلس الأمن التابع للأمم المتحدة القرار S/RES/2532: «صون السلم والأمن الدوليين»، الذي يطالب بوقف إطلاق النار على الصعيد العالمي.
أعلن الأمين العام للأمم المتحدة أنه ما لم يتصرف العالم على الفور، مع حلول «جريئة وخلاقة»، فإن جائحة كوفيد-19 وما يصاحبها من ركود عالمي من شأنه أن يؤدي إلى «سنوات من الركود وعرقلة النمو الاقتصادي».
ذكر المدير العام لمنظمة الصحة العالمية أن بعض الدول التي تكافح جائحة كوفيد-19 والتي تتخذ «نهجًا مجزأ» لمكافحة الفيروس «ستواجه طريقًا صعبًا وطويلًا مستقبلًا».

### 2 يوليو
أبلغ الأمين العام مجلس الأمن أن جائحة كوفيد-19 «تؤثر بشكل عميق» على السلام والأمن العالميين في مختلف أنحاء العالم، وحث المجلس على توظيف نفوذه الجمعي لتخفيف أزمة الحماية التي تواجه ملايين المستضعفين، بما في ذلك المتضررين من الصراعات.
وقد حثت إدارة الأمم المتحدة للشؤون الاقتصادية والاجتماعية حكومات البلدان على تقديم المزيد من الدعم لمنظمي المشاريع الشباب في مواجهة الجائحة كجزء من الانتعاش المستدام.

### 3 يوليو
ذكر مسؤول كبير في اليونسكو أن تزايد عمليات النهب لمواقع التراث العالمي المهددة بالانقراض خلال الإغلاقات التامة جرّاء كوفيد-19 من المرجح أن يؤدي إلى ظهور عدد كبير من القطع المسروقة على الإنترنت.

### 6 يوليو
يحذر التقرير المشترك بين برنامج الأمم المتحدة للبيئة والمعهد الدولي لبحوث الماشية من احتمالية أن يشهد العالم انتقال المرض من حيوان إلى آخر، ويذكر أنه مايزال هناك متّسع من الوقت لمنع المزيد من الأوبئة الحيوانية.
في منتدى سياسي رفيع المستوى لمناقشة الانتعاش في مرحلة ما بعد الجائحة، أعلن السيد مهير مارغريان، نائب رئيس المجلس الاقتصادي والاجتماعي للأمم المتحدة، أن مستقبل أهداف الأمم المتحدة للتنمية المستدامة «سيعتمد على اختياراتنا السياساتية اليوم» على الإصرار العالمي للعمل التضامني.
حذر الأمين العام للأمم المتحدة من أن الجائحة قد كشفت عن نقاط ضعف أمام «الأشكال الجديدة والناشئة من الإرهاب»، مثل الهجمات الإلكترونية، والإرهاب البيولوجي وإساءة استخدام التكنولوجيا الرقمية.

### 7 يوليو
أعلنت منظمة الصحة العالمية أنها ستصدر قريبًا موجزًا عن طرق انتقال فيروس كورونا المستجد، متضمنًا مسألة إمكانية الانتقال عبر الهواء.
خاطبت منى يول، رئيسة المجلس الاقتصادي والاجتماعي، الاجتماع الافتتاحي للمنتدى السياسي الرفيع المستوى المعني بالتنمية المستدامة، مشيرةً إلى أن التأثيرات المأساوية لجائحة كوفيد-19 قد كشفت عن «نقاط الضعف في أنظمتنا ومجتمعاتنا»، ونبهت نحو الحاجة إلى «ديناميكية جديدة» لمعالجة الصدمات السلبية.

### 8 يوليو
حذر بحث جديد للأمم المتحدة نشره مكتب الأمم المتحدة المعني بالمخدرات والجريمة من زيادة الاتجار بالمنتجات الطبية غير المستوفية للمعايير المطلوبة وغير السليمة، جرّاء كوفيد-19.
الخبير المستقل بحقوق الإنسان التابع للأمم المتحدة، سعد الفرارجي، والمقرر الخاص المعني بالحق في التنمية، ذكر في اليوم الثاني من المنتدى السياسي الرفيع المستوى المعني بالتنمية المستدامة أن جائحة كوفيد-19 أسفرت عن «انتكاسة خطيرة» لخطة التنمية المستدامة لعام 2030، وحث على تحديد الأولويات للفئات الأشد تأثرًا.
صرح الأمين العام للأمم المتحدة في القمة العالمية – جزء من حدث افتراضي مدته خمسة أيام نظمته منظمة العمل الدولية – أنه أصبح لزامًا على الوظائف المناسبة أن تشجع عملية التعافي من كارثة كوفيد-19 من أجل «إعادة البناء بشكل أفضل».

### 9 يوليو
دعا الأمين العام للأمم المتحدة الدول الأعضاء في الأمم المتحدة إلى التعامل على وجه السرعة مع الأثر «غير المسبوق» لفيروس كورونا على أميركا اللاتينية ومنطقة الكاريبي، إذ بلغ الآن أعلى معدلات انتقال الفيروس، ما فاقم الفقر المدقع والجوع والبطالة وعدم المساواة في المنطقة.
أصدر برنامج الأغذية العالمي ومفوضية الأمم المتحدة لشؤون اللاجئين، ووكالة اللاجئين التابعة للأمم المتحدة، تحذيرًا مشتركًا يوجه الانتباه إلى المزيد من انعدام الأمن الغذائي في أفريقيا بسبب «تعطيل المساعدات وارتفاع أسعار الأغذية المرتبطة بأزمة كوفيد-19».
محمد بن شمباس، الممثل الخاص للأمين العام ورئيس مكتب الأمم المتحدة لغرب أفريقيا والساحل، حذر من أن كوفيد-19 وتغير المناخ يؤججان العنف بين الطوائف والهجمات الإرهابية ويشعلان التوترات في غرب أفريقيا.

### 10 يوليو
أعلنت منظمة الصحة العالمية أن حالات الإصابة بمرض كوفيد-19 على الصعيد العالمي قد تضاعفت خلال الأسابيع الستة السابقة، إذ بلغت 12 مليون حالة.
حذرت المفوضة السامية لحقوق الإنسان في الأمم المتحدة، ميشال باشليت، من أن لبنان «يخرج بسرعة عن السيطرة»، الأمر الذي يؤدي إلى الفقر المدقع والجوع بسبب الصدمات الاجتماعية الاقتصادية الناجمة عن الجائحة.
فلاديمير فورونكوف، رئيس مكتب الأمم المتحدة لمكافحة الإرهاب، ردد رأي الأمين العام للأمم المتحدة حين دعا إلى: «الحاجة إلى الحفاظ على الزخم» من حيث الإجراءات المتعددة الأطراف في التصدي للتهديد العالمي الذي يفرضه الإرهاب أثناء انتشار الجائحة التي تعمل على تضخيم التهديدات.

### 11 يوليو
كجزء من اليوم العالمي للسكان، أكد الأمين العام للأمم المتحدة أن الجائحة تسببت في تعميق «أوجه التفاوت والضعف القائمة، بالأخص بالنسبة للنساء والفتيات»، في حين أشار صندوق الأمم المتحدة للسكان إلى سبع ملايين حالة حمل غير مقصود ونحو 31 مليون حالة إضافية مستقبلًا من حالات العنف القائم على أساس الجنس.
حذرت الأمم المتحدة من أن الإغلاق التام جرّاء كوفيد-19 في ميانمار قد كشف عن «ممارسات الوصم بالعار والتمييز والمضايقة التي يواجهها العديد من أفراد مجتمع الميم، لا سيما في المناطق الريفية»، والتزمت الأمم المتحدة بمساعدتهم.

### 12 يوليو
كجزء من استجابته للجائحة، دعا صندوق النقد الدولي إلى إصلاح الأنظمة الضريبية، بما في ذلك الحد من التهرب الضريبي، لضمان تحقيق انتعاش اقتصادي عادل.

### 13 يوليو
أطلقت الأمم المتحدة تقريرها العالمي السنوي عن حالة الأمن الغذائي والتغذية، الذي يقدر أن «130 مليون شخص قد يواجهون جوعًا مزمنًا بحلول نهاية هذا العام»، مع ملاحظة الأمين العام للأمم المتحدة أن «الجوع مايزال متجذرًا في كثير من أنحاء العالم، بل إنه آخذٌ بالارتفاع».
مع تقديرات الأمم المتحدة بأن بليون طفل خارج المدرسة بسبب هذه الجائحة. أودري أزولاي، المديرة العامة لليونسكو، سلطت الضوء على الحاجة إلى ضمان تعليم الأطفال اللاجئين.

### 14 يوليو
كجزء من المناقشة الوزارية للمنتدى السياسي الرفيع المستوى المعني بالتنمية المستدامة، اعترف الأمين العام للأمم المتحدة بأن الكوكب لم يكن هذه السنة على المسار الصحيح لتحقيق أهداف التنمية المستدامة بحلول عام 2030، وإذ يؤكد أن «عالمنا في حالة اضطراب»، نظرا لأن الوباء يشكل «تحديًا عالميًا هائلًا»، مشيرًا إلى أن هناك 12 مليون إصابة، و550 ألف وفاة، وفقدان مئات الملايين من فرص العمل، وكان الانحدار الأكثر حدة في الدخل الفردي منذ عام 1870، إذ سيواجه نحو 265 مليون شخص حالة من انعدام الأمن الغذائي بحلول نهاية عام 2020، وهذا ضعف العدد قبل تفشي الوباء. ودعا الأمين العام الدول الأعضاء إلى «قلب زمام الأمور».
وردًا على سؤال صحفي، دعا الدكتور مايكل راين، المدير التنفيذي لبرنامج الطوارئ الصحية التابع لمنظمة الصحة العالمية، إلى البت في مسألة إعادة فتح المدارس كجزء من استراتيجيات شاملة تستند إلى بيانات كوفيد-19 والصحة العامة، بدلًا من عمليات صنع القرار التي تحركها دوافع سياسية.
أكدت أمينة محمد نائبة الأمين العام للأمم المتحدة على أهمية مبادرة «المرأة تنهض لأجل الجميع» في منتدى الأمم المتحدة في عملية تشكيل القيادة في الاستجابة للجائحة والتعافي من آثارها.
شو دنيو، المدير العام لمنظمة الأغذية والزراعة، أطلق برنامج الاستجابة والتعافي الشامل لكوفيد-19 درءًا لحالة طوارئ غذائية عالمية خلال الجائحة وبعدها، وتقديم «استجابات إنمائية متوسطة إلى طويلة الأمد للأمن الغذائي والتغذية» بتكلفة استثمار أولية تبلغ 1.2 مليار دولار.

### 15 يوليو
دعت منظمة الصحة العالمية واليونيسيف إلى بذل جهود فورية لتطعيم جميع الأطفال من أجل تجنب تفاقم الجائحة، وهي مشكلة تؤثر على أكثر من 100 بلد.
ألمحت جاياثما ويكرامانياكي، مبعوثة الأمم المتحدة للشباب، إلى جانب منظمة الصحة العالمية ومنظمة الأمم المتحدة للطفولة في ندوة عبر الإنترنت «كيف يمكن للشباب الحفاظ على صحة ذهنية جيدة والشعور بالراحة» أثناء الجائحة.

### 16 يوليو
حذَّر مارك لوكوك، أحد كبار مسؤولي الشؤون الإنسانية في الأمم المتحدة، أنه من المتوقع أن تتسبب جائحة كوفيد-19 بزيادة في نسبة الفقر العالمي هي الأولى من نوعها منذ ثلاث عقود، ما يدفع 265 مليون شخص حدّ المجاعة بحلول نهاية عام 2020، في إطار مناشدة منتدى مجموعة العشرين للحصول على 10,3 مليار دولار لمكافحة الوباء في 63 دولة منخفضة الدخل.
لاحظ مجلس حقوق الإنسان التابع للأمم المتحدة وجود ارتفاع عالمي في عدد السجينات الإناث بتسارع أكبر من معدل السجناء الذكور وأن تدابير المتعلقة بكوفيد-19 قد «تفاقم العقوبات».

### 17 يوليو
حذَّر برنامج الأغذية العالمي ومنظمة الأغذية والزراعة معًا من أن الجوع يُهدد «بالارتفاع إلى مستويات مدمرة في 25 دولة في الأشهر المقبلة»، ما يدفع أفقر دول العالم إلى «حافة الهاوية» المتمثلة بالمجاعة.
تحدث الأمين العام للأمم المتحدة أنطونيو غوتيريش أثناء انعقاد الجزء الرفيع المستوى من دورة المجلس الاقتصادي والاجتماعي للأمم المتحدة (إي سي أو إس أو سي) لاستعراض تقدم الأمم المتحدة نحو تحقيق أهداف التنمية المستدامة لعام 2030، وصرّح أن جائحة كوفيد–19 قد سلَّطت الضوء على الحاجة إلى «تعددية تجددية وشاملة» وقيادة صادرة عن المجلس الاقتصادي والاجتماعي بصفته الهيئة الرئيسية للأمم المتحدة للتداول ووضع الاستراتيجيات المبتكرة.

### 19 يوليو
سلَّطت الأمم المتحدة الضوء على محنة مئات الآلاف من البحارة الذين تقطعت بهم السبل في البحر، بعضهم منذ أكثر من عام، بسبب القيود المفروضة على السفر جراء فيروس كوفيد-19.

### 20 يوليو
بعد أن أصبحت أمريكا اللاتينية الآن بؤرة الجائحة العالمية، أعربت منظمة الصحة العالمية عن قلقها إزاء تأثير كوفيد-19 على السكان الأصليين في الأمريكيتين.

### 21 يوليو
حذر المنسق الخاص للأمم المتحدة لعملية السلام في الشرق الأوسط من أن التعاون بين الإسرائيليين والفلسطينيين بشأن جائحة كوفيد-19 آخذ بالانهيار، «الأمر الذي يُعرِّض حياة البشر للخطر».
حذَّرت المنظمة الدولية للهجرة من أن الخوف من كوفيد-19 قد يتسبب بحالة تشرد جديدة في اليمن الذي مزقته الحرب.

### 22 يوليو
ناشد خبراء تابعون للأمم المتحدة في مجال حقوق الإنسان إيران إلى إطلاق سراح نرجس محمدي الناشط في مجال حقوق الإنسان، الذي أُبلغ عن اختباره لأعراض كوفيد-19 فضلًا عن أفراد آخرين محتجزين بشكل تعسفي «قبل فوات الأوان».

### 23 يوليو
أصدر المجلس الاستشاري الرفيع المستوى التابع للأمم المتحدة لشؤون الاقتصاد الاجتماعي تقريرًا تحت عنوان النهوض بشكل أفضل: التحديات والفرص الاقتصادية والاجتماعية، الذي يدعو إلى تبني «نهج معدل» لدى التعامل مع التنمية الاقتصادية والتضامن العالمي استجابةً لأسوأ ركود تشهده البلاد منذ عقود من الزمان وأول تصاعد للفقر العالمي منذ عام 1998.
سلَّط الأمين العام للأمم المتحدة الضوء على حقيقة أن الجائحة يمكن أن توفر فرصة جديدة لحلّ الصراعات القديمة ومعالجة المشاكل الهيكلية داخل العالم العربي.
حدَّد رئيس المجلس الاقتصادي والاجتماعي الجديد للأمم المتحدة، السفير منير أكرم من باكستان، الخطوط العريضة للتركيز ثلاثي الأركان على الجائحة، وأهداف التنمية المستدامة، والعمل المناخي.
أكدت الأمم المتحدة استضافتها لأول جمعية «افتراضية» عامة تابعة للأمم المتحدة في سبتمبر.
حثَّ المدير العام لمنظمة الصحة العالمية الناس على تأدية دورهم في منع تزايد انتشار الجائحة، منبهًا إلى انعدام القدرة على العودة إلى «الوضع القديم» مع تجاوز الحالات العالمية 15 مليون حالة.

### 24 يوليو
نبَّه مكتب المفوضية السامية للأمم المتحدة لحقوق الإنسان السلطات في زيمبابوي نحو عدم استخدام جائحة كوفيد–19 «كذريعة لتضييق الخناق على الحريات الأساسية».

### 25 يوليو
حذَّر تابان ميسرا، المنسق المقيم للأمم المتحدة في منغوليا، من الأثر الاقتصادي الكبير جراء الجائحة إلى جانب نكسة في مجال التنمية على الرغم من قلّة الإصابات.

### 27 يوليو
حثَّت منظمة الصحة العالمية جميع الدول على اتخاذ «الخيارات الصعبة» الضرورية بهدف تجنُّب موجة جديدة من حالات الإغلاق التام أو انتشار الجائحة إذ أعلنت عمّا يقارب 16 مليون حالة مسجلة عالميًا وأكثر من 640 ألف حالة وفاة.
حثَّ ألبرت زوفاك كبير خبراء الاقتصاد لدى البنك الدولي في أفريقيا، في تقرير جديد للبنك الدولي الدول الأفريقية على تبنّي منطقة التجارة الحرة للقارة الإفريقية كجزء من تدابير التخفيف الاقتصادي المتعلق بفيروس كورونا، وذلك نظرًا لإمكاناتها المتمثلة في زيادة الدخل الإقليمي بنحو 450 مليار دولار.

### 28 يوليو
أطلق الأمين العام للاتحاد أنطونيو غوتيريش موجز الأخير عن سياسة الأمم المتحدة بعنوان «كوفيد-19 في عالم حضري» مشيرًا إلى أن المدن كانت «بؤرة انفجار» الجائحة، وذكر أنه «الآن هي لحظة التكيف مع واقع هذه الجائحة والجائحات المستقبلية».

### 29 يوليو
ذكرت منظمة الصحة العالمية أن الموجة الأولى من فيروس كوفيد-19 ماتزال مستمرة وأن الفيروس لا يتأثر على الأرجح بالتغيرات الموسمية مثل أمراض الجهاز التنفسي الأخرى؛ وحثت على المزيد من الاحترام لإجراءات التباعد البدني لمنع انتقال الفيروس.
أصدرت منظمة الأغذية والزراعة «دعوة إلى اتخاذ إجراءات» تسلط الضوء على محنة مئات الملايين من المزارعين من أصحاب الحيازات الصغيرة في آسيا والمحيط الهادئ، الذين ينتجون غالبية الغذاء العالمي، والذين تعاني سبل كسب عيشهم بشكل غير متناسب بسبب الجائحة.

### 30 يوليو
أصدر الأمين العام للأمم المتحدة أنطونيو غوتيريش موجزه السياسي الأخير عن أزمة فيروس كورونا (تأثير كوفيد-19 على جنوب شرق آسيا) الذي يدرس التأثيرات على 11 دولة في جنوب شرق آسيا ويقدم توصيات نحو مسار مستدام، والتعافي الشامل الذي يعطي الأولوية للمساواة بين الجنسين.
كان برنامج الغذاء العالمي يسعى على وجه السرعة إلى الحصول على المزيد من الدعم الدولي «لمنع الملايين من أهالي زيمبابوي من الدخول في مستنقع الجوع» جرّاء كوفيد-19 الذي أدى إلى تفاقم أزمة الجوع الشديدة بالفعل في زيمبابوي.
حذر المدير العام لمنظمة الصحة العالمية من أن الأجيال الشابة ليست «منيعة» ضد المرض رغم حقيقة أن كبار السن كانوا الأكثر عُرضة لخطر الإصابة بمرض كوفيد-19.

### 31 يوليو
في حين أشارت أليسيا بارسينا، رئيسة الهيئة الإقليمية للأمم المتحدة في أمريكا اللاتينية ومنطقة البحر الكاريبي، إلى حقيقة أن الأزمة الاقتصادية التي أحدثها كوفيد-19 كانت «تدفع ملايين أخرى نحو براثن الفقر»، أكدت أنه يتعين معالجة أزمة الصحة العامة من أجل معالجة الأزمة الاقتصادية.

## ردود الفعل والتدابير في أفريقيا

### 1 يوليو
أعلنت مونيكا موتسفانجوا، وزيرة الصحافة والإعلام والنشر في زيمبابوي، أن الحدائق الوطنية ومراكز الحياة البرية سيُعاد فتح أبوابها، وأن المطاعم سوف تتمكن من استئناف تقديم خدماتها.

### 2 يوليو
كشف الاتحاد الأفريقي عن مقدار خسارة القارة الأفريقية بنحو 55 مليار دولار من عائدات السفر والسياحة خلال جائحة فيروس كورونا. وقد حذَّرت لجنة البنية التحتية والطاقة التابعة للاتحاد من أن بعض شركات الطيران الأفريقية قد لا تتمكن من تحمل العواقب الاقتصادية المتعلقة بالجائحة.
رُفع الإغلاق التام المفروض في ولاية كانو النيجيرية.

### 4 يوليو
وُضِعَ مجلس وزراء إسواتيني في الحجر الصحي بعد ثبوت إصابة وزير النقل ندلالوازا ندواندوي بالفيروس يوم الثلاثاء.
أُعيد افتتاح المطاعم والكازينوهات في جنوب أفريقيا بقدرة استيعابية أقل مع اتباع قواعد صارمة متعلقة بالتباعد الاجتماعي.

### 5 يوليو
أعلنت السلطات في غانا أن الرئيس نانا أكوفو أدو سيدخل العزل الذاتي لمدة 14 يومًا بعد مخالطته شخص ثبُت لاحقًا إصابته بالفيروس.
طبق مسؤولو الصحة في مدغشقر منطقة أنالامانجا التي تضم العاصمة أنتاناناريفو، الإغلاق التام للمرة الثانية بسبب الارتفاع المفاجئ في عدد الإصابات. بموجب القيود الجديدة، صدرت أوامر بإغلاق المدارس ودور العبادة وحظر جميع الرحلات غير الضرورية حتى 20 يوليو على الأقل إلى جانب حظر عقد تجمعات تضم أكثر من خمسين فردًا.
أعلن رئيس ملاوي المنتخب حديثًا لازاروس مكارثي تشاكويرا عن الحدّ من مراسم تنصيبه واحتفالات عيد الاستقلال بسبب مخاوف الصحة العامة.

### 6 يوليو
كشف رئيس كينيا، أوهورو كينياتا، عن خطة حكومته لإعادة فتح الاقتصاد الكيني على مراحل تدريجية. ومن المقرر استئناف الرحلات الدولية اعتبارًا من 1 أغسطس، ورفع حظر السفر في مدن نيروبي ومومباسا ومانديرا في 7 يوليو، رغم تمديد حظر التجول في البلد لمدة شهر إضافي.

### 8 يوليو
أعيد فتح مطار مورتالا محمد الدولي ومطار نامدي أزيكيوي الدولي في مدينتي لاغوس وأبوجا النيجيريتين للرحلات المحلية، ومن المقرر أن تبدأ جميع مطارات البلاد العمل مرة أخرى بحلول 15 يوليو.
سمح لبعض الشركات بإعادة فتح أبوابها في العاصمة السودانية الخرطوم. بما في ذلك المطاعم والأسواق والمتاجر غير الأساسية، على الرغم من أن حظر التجول في كافة أنحاء البلاد سيظل مطبقاً في المستقبل المنظور.

### 10 يوليو
أعلنت السلطات الجزائرية أن بعض القيود على السفر ستُفرض من جديد لإبطاء انتشار فيروس كورونا. وبموجب القيود الجديدة، سيتم تعليق السفر من وإلى 29 محافظة، بما فيها العاصمة الجزائر، لمدة أسبوع، وستزيد قدرة الاختبار عن طريق السماح لجميع المختبرات الخاصة بإجراء الاختبارات.

### 12 يوليو
أعاد رئيس جنوب أفريقيا سيريل رامافوزا العمل بقانون يحظر بيع الكحول لتقليل عدد الأشخاص المقبولين في المستشفى لإصابات مرتبطة بالكحول، وذلك لزيادة القدرة على علاج مرضى فيروس كورونا، وجاء ذلك نتيجة مخاوف من نقص محتمل في أسرّة المستشفيات في البلاد. أُعيد فرض حظر التجول الليلي للحد من الحوادث المرتبطة بالمرور، وأصبحت الأقنعة إلزامية في الأماكن العامة.

### 13 يوليو
أعلن مسؤولو الصحة في جنوب أفريقيا أن حظر التجول سيُعاد فرضه اعتبارًا من 20 يوليو وأن أقنعة الوجه ستكون إلزامية في جميع الأماكن الداخلية والمركبات في محاولة لإبطاء تفشي الفيروس في البلاد.

### 14 يوليو
حث الاتحاد الديمقراطي لمعلمي جنوب افريقيا السلطات التعليمية على إغلاق جميع المدارس في جنوب أفريقيا بسبب الارتفاع السريع في الحالات، مع تسليط الأمينة العامة موكوينا مالولكي الضوء على الأدلة التي تشير إلى أن الحالات اتخذت مجرى أسرع في الارتفاع منذ إعادة فتح المدارس، وأن المدارس التي تظل مفتوحة في الوضع الحالي تعرض الطلاب والموظفين لخطر إصابة أكبر بكوفيد-19.

### 15 يوليو
سُمح باستئناف الرحلات الدولية من مطارات السنغال بعد تعليقها لمدة أربعة أشهر. جميع المسافرين القادمين مطلوب منهم تقديم دليل على نتيجة اختبار كوفيد-19 السلبية تم تلقيها في الأسبوع الماضي، والحدود البرية للبلاد والموانئ ماتزال مغلقة.

### 16 يوليو
أعلن رئيس اللجنة الأولمبية الدولية توماس باخ أن دورة الألعاب الأولمبية الصيفية للشباب لعام 2022، المقرر عقدها في العاصمة السنغالية داكار سيتم تأجيلها إلى 2026 كنتيجة لتأجيل عدة أحداث رياضية دولية والآثار الاقتصادية لجائحة فيروس كورونا.
أصدر العاملون في مجال الصحة في زيمبابوي إشعارًا بإضراب لمدة أسبوعين بسبب انخفاض الأجور ونقص المعدات الواقية اللازمة لمعالجة مرضى فيروس كورونا بأمان.

### 19 يوليو
أعلن وزير الخارجية النيجيري جيفري أونياما أنه سيعزل نفسه بعد ثبوت إصابته بكوفيد-19، ليصبح أول عضو في مجلس الوزراء النيجيري يدخل العزل الذاتي.
أصدرت الأمم المتحدة نداءً عاجلاً إلى الدول الأعضاء لتقديم ما يقرب من 300 مليون دولار من المساعدات المالية للسودان، من أجل مساعدة البلاد في مكافحة فيروس كورونا، والتعامل أيضاً مع التبعات الاقتصادية.

### 21 يوليو
وزير العمل في جنوب أفريقيا، ثولاس إنكسيسي، ووزير الموارد المعدنية، خفيدي مانتاسي، كلاهما نُقلا إلى المستشفى بعد ثبوت إصابتهما منذ أكثر من أسبوع.
أعلن رئيس زيمبابوي إمرسون منانغاغوا أنه سيتم فرض حظر التجول الليلي اعتبارًا من 22 يوليو لإبطاء تفشي الفيروس في البلاد.

### 22 يوليو
رفع رئيس جمهورية الكونغو الديمقراطية فيليكس تشيسكيدي حالة الطوارئ الصحية التي فُرضت في البلاد للسيطرة على تفشي فيروس كورونا كنتيجة للهبوط المطرد في حالات الوفاة الجديدة. وكشف تشيسكيدي عن خطة من ثلاث مراحل لإعادة فتح المدارس والشركات والحدود الدولية للبلاد؛ وبدءًا من 23 يوليو، سيسمح للشركات غير الأساسية بما في ذلك البنوك والمطاعم بإعادة فتح أبوابها، بالإضافة إلى اللقاءات الاجتماعية ووسائل النقل العام.
حث مديرو المطاعم والبارات في جنوب أفريقيا الحكومة على رفع القيود المفروضة على فيروس كورونا الذي يمنع بيع الكحول بعد الساعة التاسعة مساءً، زاعمين أن هذه الخدمات توفر مصادر دخل حيوية للشركات.

### 23 يوليو
أعلن البنك الأفريقي للتنمية عن حزمة مساعدات تبلغ قيمتها 285 مليون دولار لمساعدة عدة بلدان في منطقة الساحل لمكافحة الجائحة. وبموجب هذا المخطط، ستحصل النيجر على 110 ملايين دولار، وبوركينا فاسو 55 مليون دولار، ومالي 50 مليون دولار على شكل قروض ومنح، وستتلقى تشاد 60 مليون دولار، وموريتانيا 10 ملايين دولار على شكل منح.
أعلن رئيس جنوب أفريقيا سيريل رامافوزا أن جميع المدارس العامة في البلاد ستغلق بدءًا من 27 يوليو ولمدة أربعة أسابيع لمحاولة الحد من تفشي الفيروس، إذ تجاوز عدد الحالات المؤكدة في جنوب أفريقيا 400 ألف حالة. وكشف رامافوزا عن حزمة دعم اقتصادي بقيمة 500 مليار راند (30 مليار دولار) لتمويل قطاع الرعاية الصحية في مكافحة الجائحة.

### 24 يوليو
أعلنت وزارة الصحة في السنغال أنه سيتم بناء أربعة مراكز جديدة لاختبار فيروس كورونا في العاصمة داكار لزيادة قدرة الاختبارات للمسافرين القادمين.

### 25 يوليو
ثبتت إصابة وزير التجارة والصناعة الجنوب إفريقي، إبراهيم باتل، وبالتالي دخل هو وجميع الوزراء المخالطين له فترة من العزل الذاتي.

### 26 يوليو
افتتح رئيس مدغشقر أندريه راجولينا مركزا جديدًا لاختبار فيروس كورونا في العاصمة أنتاناناريفو، قادرًا على استيعاب ما يصل إلى 250 مريضًا يبدي أعراضًا حادة، وذلك استجابة للارتفاع الحاد للحالات التي أغرقت نظام الرعاية الصحية في البلاد.

### 27 يوليو
مدّد رئيس كينيا أوهورو كينياتا حظر التجول في البلاد لمدة ثلاثين يومًا للحد من تفشي الفيروس في المجتمع، وأمر المطاعم بإغلاق أبوابها قبل ساعة من الأيام المعتادة وحظر بيع المشروبات الكحولية، وأصدر تعليماته إلى الحانات بالإغلاق حتى إشعار آخر. أعلن أيضًا أنه من الممكن تحويل المدارس ومراكز الترفيه إلى مرافق للحجر الصحي إذا لزم الأمر.
أعلنت وزارة التعليم النيجيرية أنه سيُسمح للمدارس الثانوية بإعادة فتح أبوابها اعتبارًا من الرابع من أغسطس للطلاب الذين يستعدون لامتحان غرب أفريقيا المقرر أن يبدأ في 17 أغسطس.
وافق المجلس التنفيذي لصندوق النقد الدولي على تقديم 4.3 بليون دولار من المعونة المالية لمساعدة سلطات جنوب أفريقيا في مكافحة وباء فيروس كورونا.
علّق برلمان زيمبابوي معظم الأنشطة البرلمانية بعد ثبوت إصابة اثنين من المُشرّعين.

### 29 يوليو
أعلن رئيس غامبيا آداما بارو أنه سيدخل العزل الذاتي لمدة أسبوعين بعد ثبوت إصابة نائبة الرئيس إيساتو توريه. حثت توريه الجمهور على ارتداء أقنعة الوجه والالتزام بالمبادئ التوجيهية الحكومية.

### 31 يوليو
أعادت سلطات غابورون عاصمة بوتسوانا فرض الإغلاق التام لمدة أسبوعين بعد زيادة في عدد الإصابات. وبموجب القيود الجديدة، لا يسمح للناس بمغادرة منازلهم إلا لأسباب أساسية، مع حظر جميع التجمعات الاجتماعية حظرًا تامًا؛ وصدرت أوامر بإغلاق الأعمال التجارية غير الأساسية بما في ذلك المطاعم والصالات الرياضية والفنادق.
أعلن رئيس ناميبيا، هاكه كينكوب، إيقاف جميع دور الحضانة والمدارس الابتدائية في البلد إلى جانب أول سنتين من التعليم الثانوي لمدة أربعة أسابيع اعتبارًا من 4 أغسطس لإبطاء تفشي الفيروس مع تقليص حد التجمعات الاجتماعية من 250 إلى 100. مُنع بيع الكحول في المطاعم والحانات. لكن أُعلن عن تخفيف القيود المفروضة على المسافرين الدوليين، مع عدم مطالبة المسافرين القادمين بالخضوع لحجر صحي لمدة 14 يومًا إذا قدموا أدلة على وجود نتيجة اختبار سلبية لكوفيد-19 تم تلقيها قبل السفر بثلاثة أيام على الأكثر.

## ردود الفعل والإجراءات في الأمريكتين

### 1 يوليو
أعلن وزير الصحة والخدمات الإنسانية في الولايات المتحدة، أليكس عازار، أن الحكومة الأمريكية قد اشترت تقريبًا كامل الإنتاج التقديري للأشهر الثلاث القادمة من العلاج الوحيد المرخص لكوفيد-19، ريمديسيفير، من شركة الأدوية البيولوجية، غيلياد ساينسز، لاستخدامه في المستشفيات الأمريكية، مما أثار الكثير من النقد المحلي والعالمي.
أمر حاكم ولاية كاليفورنيا، غافن نيوسوم، بإغلاق معظم الأعمال التجارية الداخلية في 19 مقاطعة.
أجل عمدة مدينة نيويورك، بيل دي بلازيو، خطة الاستئناف حيال السماح بتناول الطعام في المطاعم المغلقة بسبب القلق من التصاعد المحتمل في عدد الإصابات.
أعلنت جوجل أن مكاتب الشركة في الولايات المتحدة ستظل مغلقة حتى 7 سبتمبر بعد أن كان من المقرر إعادة فتحها في 6 يوليو. أجل إعادة الافتتاح استجابة لارتفاع حالات الإصابة بفيروس كورونا في البلاد.

### 2 يوليو
خففت كوبا قيود الإغلاق في العاصمة هافانا، إذ انتقل ما تبقى من البلاد من المرحلة الثانية إلى المرحلة الثالثة. بموجب القيود الجديدة في هافانا، استؤنف استخدام وسائل النقل العام وأعيد فتح الشواطئ، مع ذلك فقد حافظت الحكومة على قواعد صارمة فيما يخص الالتزام بالتباعد الاجتماعي وارتداء أقنعة الوجه.

### 3 يوليو
اعترض الرئيس البرازيلي جايير بولسونارو ضد القانون الذي يفرض على الناس ارتداء أقنعة الوجه في المتاجر والمدارس وأماكن العبادة، مشيرًا إلى أن قانون من هذا النوع يشكل انتهاكًا لحقوق الملكية.
فرض عمدة مقاطعة ميامي ديد، كارلوس جيمينيز، حظر تجول غير محدد المدة طوال الليل في عطلة نهاية الأسبوع في يوم الاستقلال. أجل جيمينيز أيضًا إعادة الافتتاح المقررة لأماكن الترفيه بما في ذلك المسارح والكازينوهات بسبب ارتفاع عدد حالات الإصابات في فلوريدا.
وضع حاكم ولاية تكساس، غريغ أبوت، تشريعًا يُلزم السكان بارتداء قناع الوجه في الأماكن العامة، بسبب ارتفاع حالات الإصابة بفيروس كورونا في تكساس، مع فرض غرامات تصل إلى 250 دولارًا لمن يُقبض عليهم غير مرتدين الأقنعة.

### 4 يوليو
أعلنت السلطات المكسيكية عن إقامة نقاط تفتيش صحية إضافية على طول الحدود بين المكسيك والولايات المتحدة، نتيجة مخاوف من زيادة محتملة في المعابر الحدودية خلال عطلة نهاية الأسبوع في يوم الاستقلال في الولايات المتحدة.
مدد الرئيس الأمريكي دونالد ترامب مدة صندوق الإغاثة الخاص ببرنامج حماية الرواتب الشهرية الخاص بالشركات حتى 8 أغسطس.

### 5 يوليو
كشف رئيس تشيلي، سيباستيان بينييرا، عن مجموعة حوافز اقتصادية بقيمة 1.5 مليار دولار للمساعدة في النهوض باقتصاد البلاد الذي تراجع خلال الوباء. وتشمل التدابير المتاحة الحصول على قروض بدون فوائد وإيجار بأسعار معانة بسخاء.
أجل رئيس سلفادور، نجيب أبو كيلة، نقل البلاد إلى المرحلة الثانية من رفع قيود إغلاق فيروس كورونا إلى 21 يوليو، مُلقيًا باللوم على عدد حالات الإصابات المتزايد باستمرار.

### 6 يوليو
صرّح حاكم ساو باولو جواو دوريا جونيور أن الحكومة البرازيلية ستبدأ المرحلة الثالثة من التجارب السريرية للقاح محتمل لفيروس كوفيد-19، الذي طورته شركة الأدوية الحيوية الصينية سينوفاك بيوتيك في 20 يوليو، بمشاركة 9000 متطوع.
أعلن عمدة ميامي ديد، كارلوس جيمينيز، أنه يجب على المطاعم إعادة إغلاق مناطق تناول الطعام الداخلية، وذلك بسبب تصاعد عدد حالات الإصابات بفيروس كورونا في فلوريدا بشكل كبير وسريع. كان ذلك بعد أن بلغت حصيلة الوفيات في الولايات المتحدة بسبب الفيروس 130 ألف.
صرّح الرئيس الأمريكي دونالد ترامب عبر تويتر أنه ينوي إعادة فتح جميع المدارس في البلاد بعد العطلة الصيفية، على الرغم من ارتفاع حالات الإصابة بفيروس كورونا في البلاد.

### 7 يوليو
ثبتت إصابة الرئيس البرازيلي، جايير بولسونارو، بفيروس كورونا.
حث مدير المعهد الوطني للأمراض التحسسية والوبائية، أنتوني فاوتشي، السكان على ارتداء أقنعة الوجه في الأماكن العامة نتيجة زيادة عدد حالات الإصابة بفيروس كورونا في الولايات المتحدة. جاء ذلك بعد أن أعلن الرئيس الأمريكي دونالد ترامب انسحاب الولايات المتحدة بشكل رسمي من منظمة الصحة العالمية (دبليو إتش أو).
أعلن منظمو المؤتمر السنوي للحزب الجمهوري في جاكسونفيل (فلوريدا) أنه سيُطلب من جميع الحاضرين إجراء اختبار لفيروس كورونا قبل الانضمام إلى المؤتمر.

### 8 يوليو
استخدم الرئيس البرازيلي جايير بولسونارو حق النقض ضد قانون يطالب حكومة البرازيل الاتحادية بتزويد مجتمعات السكان الأصليين المصابين بكوفيد-19 بما يلزمهم، بما في ذلك تزويدهم بمياه الشرب والأدوية. ونتيجةً للإعلان عن إصابة الرئيس البرازيلي بالفيروس، أعلنت ريكورد تي في وشركة اتصالات البرازيل أن الصحفيين الذين أجروا مقابلة مع الرئيس سيُطلب منهم تقديم دليل على أن العدوى لم تنتقل إليهم، وذلك قبل السماح لهم باستئناف العمل.
أعلنت السلطات الصحية في تشيلي أنه يمكن رفع بعض قيود إغلاق فيروس كورونا في إقليم لوس ريوس وإقليم آيسن اعتبارًا من 13 يوليو. بموجب القيود المخففة، سيسمح للشركات غير الأساسية بما في ذلك المسارح والمطاعم بإعادة الافتتاح لكن مع تخفيف سعتها، ويمكن استئناف الأحداث الرياضية شريطة أن تُجرى في الهواء الطلق وألا يزيد عدد الحشود عن خمسين شخصًا.
أعلن حاكم ولاية نيوجيرسي فيل ميرفي أن ارتداء أقنعة الوجه في الأماكن العامة في الهواء الطلق سيكون إلزاميًا.
صرّح عمدة مدينة نيويورك بيل دي بلازيو أأنه لن يُسمح للطلاب باستئناف عامهم الدراسي بشكل كامل بعد العطلة الصيفية وذلك بسبب المخاوف الصحية. سيحضر الطلاب دروسًا بدنية فقط لمدة ثلاثة أيام في الأسبوع على الأكثر، في حين أن باقي المواد ستُدرس عن بعد.

### 9 يوليو
ثبتت إصابة الرئيسة البوليفية جانين آنييز بفيروس كورونا، وقد أعلنت أنها ستتابع عملها عن بعد خلال الحجر المنزلي.
أعلن عمدة مدينة ريو دي جانيرو البرازيلية مارسيلو كريفيلا أن شواطئ المدينة لن تُفتتح قبل إيجاد لقاح للفيروس.
كشفت وزارة العمل (الولايات المتحدة الأمريكية) أن 1.3 مليون أمريكي تقدموا بطلبات للحصول على إعانات البطالة في الأسبوع الماضي.
أعلنت شركة القهوة الأمريكية ستاربكس أن أغطية الوجه ستكون إلزامية في جميع الأفرع في الولايات المتحدة اعتبارًا من 15 يوليو.

### 10 يوليو
سترفع عمدة بوغوتا كلوديا لوبيز هيرنانديز مستوى التأهب لكوفيد-19 في العاصمة الكولومبية إلى اللون الكهرماني في 13 يوليو، مع وحدات العناية المركزة في حالة تأهب أحمر، وذلك بسبب ارتفاع حالات الإصابة بفيروس كورونا. وذكرت لوبيز أنه سيُفرض «حجر صحي صارم».
أعلن حاكم ولاية كاليفورنيا غافن نيوسوم عن إطلاق سراح ما يصل إلى 8000 سجين من سجون الولاية، وذلك في محاولة للحد من انتشار فيروس كورونا في المنشآت.
وافق لاعبو ومالكو دوري الهوكي الوطني في الولايات المتحدة وكندا على اتفاقية لاستئناف الموسم اعتبارًا من 1 أغسطس في تورنتو وإدمونتون، إلا أن جميع المباريات ستُلعب بدون جماهير بسبب خطر انتقال عدوى فيروس كورونا.

### 11 يوليو
أعيد فتح مملكة السحر وديزني مملكة الحيوانات في عالم والت ديزني في أورلاندو (فلوريدا) للجماهير بسعة مخفضة وفحوصات إلزامية لدرجة الحرارة عند الوصول ومحطات تعقيم اليد في جميع أنحاء المنتزه وشرط ارتداء قناع الوجه. كان قد أعلن سابقًا عن تعليق جميع العروض الحية عند إعادة فتح المتنزه لتقليل مخاطر انتقال العدوى.
صرح سفير الولايات المتحدة إلى الأمم المتحدة أندرو برومبرغ أن حكومة الولايات المتحدة تؤيد التحقيق الذي أطلقته منظمة الصحة العالمية في أصل جائحة فيروس كورونا في الصين.

### 12 يوليو
أعلنت السلطات الصحية في ولاية سانتا كاتارينا البرازيلية عن إلغاء مباراة كرة قدم بين نادي شابيكوينسي ونادي أفاي، إذ ثبتت إصابة 14 لاعب بالفيروس.
في الولايات المتحدة، أجلت مباراة مهمة للدوري الأمريكي لكرة القدم بين دي.سي. يونايتد ونادي تورونتو بعد أن ثبتت إصابة أحد اللاعبين بالفيروس.

### 13 يوليو
في كندا، أعلن رئيس وزراء أونتاريو، دوغ فورد، أن المقاطعة ستدخل المرحلة الثالثة من إعادة الافتتاح اعتبارًا من 17 يوليو، مع السماح بإعادة فتح جميع الشركات والأماكن العامة تقريبًا، فضلًا عن السماح بالتجمعات لما يصل إلى خمسين شخصًا في الأماكن المغلقة ومائة شخص في الهواء الطلق، مع توجب الحفاظ على مسافة اجتماعية صارمة لا تقل عن مترين.
مددت السلطات في هندوراس حظر التجول في البلاد لمدة أسبوع في محاولة للحد من انتشار فيروس كورونا.
أعلن حاكم ولاية كاليفورنيا غافن نيوسوم أنه يجب إغلاق جميع المطاعم والمتاحف والمراكز الترفيهية والحانات ودور السينما في جميع أنحاء الولاية بسبب ارتفاع حالات الإصابة بفيروس كورونا، مع فرض الإغلاق على دور العبادة والصالات الرياضية ومراكز التسوق والصالونات في المقاطعات الأكثر تضررًا. ردًا على ذلك، أعلنت المقاطعات التعليمية في سان دييغو ولوس أنجلوس عن استئناف التعليم عبر الإنترنت بعد العطلة الصيفية في أغسطس.
ألغى منظمو ماراثون شيكاغو 2020، المقرر عقده في 11 أكتوبر، الحدث استجابة لارتفاع حالات الإصابة بفيروس كورونا في الولايات المتحدة، إذ عرض المشاركون خياري استرداد أموالهم أو الاحتفاظ بمقاعدهم للأحداث المستقبلية.
أجل مهرجان تريفور ميوزك فيست في بويسي إلأى سبتمبر 2021 و/أو مارس 2021 بعد أن كان قد أجل في البداية إلى سبتمبر 2020.

### 14 يوليو
صرّح مدير مراكز مكافحة الأمراض والوقاية منها روبرت راي ريدفيلد أنه يمكن السيطرة على جائحة فيروس كورونا في الولايات المتحدة في أقل من ثمانية أسابيع إذا ارتدى جميع الأمريكيين أقنعة الوجه.
حذر الأمين العام للأمم المتحدة أنطونيو غوتيريش من أن الوباء من شأنه دفع العالم «سنوات وحتى عقود» إلى الوراء من حيث التقدم الاقتصادي، مع تقديرات تشير إلى أن 100 مليون شخص قد يجبرون على العيش في فقر مدقع أثناء الوباء.

### 15 يوليو
أعلنت وزارة الصحة والخدمات البشرية (الولايات المتحدة) أن الحكومة الأمريكية ستتولى السيطرة المباشرة على جميع البيانات المتعلقة بفيروس كورونا من مراكز السيطرة على الأمراض والوقاية منها، والتي تعرضت لانتقادات بسبب تقاريرها البطيئة وغير المتسقة خلال الوباء. سوف تُرسل جميع المعلومات إلى قواعد البيانات المحوسبة في واشنطن العاصمة.
أعلن مديرو شركة وول مارت الأمريكية للبيع بالتجزئة أنه سيُطلب من العملاء ارتداء أقنعة الوجه في المتجر اعتبارًا من 20 يوليو في خضم ارتفاع حالات الإصابة بفيروس كورونا في الولايات المتحدة.
أعلن منظمو موكب الورود 2021، المقرر عقده في باسادينا (كاليفورنيا) في 1 يناير، عن إلغاء الحدث بسبب مخاوف متعلقة بفيروس كورونا؛ وكانت هذه المرة الأولى التي يُلغى فيها الحدث منذ الحرب العالمية الثانية.

### 16 يوليو
أعلن وزير الأمن القومي للولايات المتحدة الأمريكية، تشاد وولف، أن الحدود الأمريكية مع المكسيك وكندا ستظل مغلقة أمام السفر غير الضروري حتى 20 أغسطس على أدنى تقدير للحد من انتشار الفيروس، إذ صرّحت السلطات الكندية عن نيتها في زيادة الإشراف والإنفاذ على طول حدود البلاد.
أعلن حاكم ولاية أركنساس، إيسا هاتشينسون، وحاكم ولاية كولورادو، جارد بولس، عن فرض ارتداء قناع الوجه في الأماكن العامة في ولايتي أركنساس وكولورادو. تزايدت الانتقادات ضد حاكم ولاية جورجيا، بريان كيمب، لرفضه فرض ارتداء أقنعة الوجه في مدن الولاية، بحجة أن المدن لا تملك الصلاحية القانونية لاتخاذ قرار من هذا النوع.
صرح حاكم نيويورك، أندرو كومو، أن مدينة نيويورك «غير متأهبة» لإعادة فتح مراكز التسوق والمتاحف حتى لو انتقلت السلطات إلى المرحلة التالية من إعادة الافتتاح. صرح كومو أنه لن يعاد فتح أي نشاط داخلي إضافي في الولاية خلال المرحلة الرابعة من إعادة الافتتاح بسبب خطر انتشار عدوى الفيروس.
مددت المراكز الأمريكية لمكافحة الأمراض والوقاية منها الحظر المفروض على السفن السياحية التي تبحر في المياه الأمريكية حتى 30 سبتمبر، بسبب ارتفاع حالات الإصابة بفيروس كورونا في البلاد.
أعلن الرئيس الفنزويلي نيكولاس مادورو عن تشديد القيود المفروضة على فيروس كورونا في مدينتي كاراكاس وكومانا وولايتي ميراندا وزوليا بعد ارتفاع عدد الإصابات. بموجب تدابير «المستوى 1 - الحجر الصحي الجذري» لا يمكن للناس مغادرة منازلهم إلا لأسباب أساسية، وأجبرت جميع الأعمال التجارية غير الأساسية على الإغلاق.

### 17 يوليو
صرّح رئيس الوزراء الكندي جاستن ترودو عن مزيد من التفاصيل حول برنامج التعافي الاقتصادي للحكومة الكندية بقيمة 14 مليار دولار لإعادة تنشيط الاقتصاد بعد جائحة فيروس كورونا. تشمل الإجراءات المتضمنة في البرنامج متابعة مخالطي المرضى، وتوفير معدات الوقاية الشخصية المناسبة للعاملين في مجال الرعاية الصحية، ومساعدة البلديات المتعثرة ماليًا على دفع تكاليف التشغيل، وتحسين الرعاية الاجتماعية طويلة الأمد للمسنين.
صرّح وزير الخزانة الأمريكي ستيفن منوتشين أنه يجب على صانعي السياسات النظر في إعفاء لشركات الصغيرة التي تلقت تمويلًا من برنامج حماية الرواتب من القروض بشكل كامل، وذكر أيضًا أنه يمكن توفير أموال إضافية من خلال إتاحة الإمكانية للشركات المتضررة بالشكل الأكبر لتلقي قرض ثان.
أعلن حاكم جورجيا بريان كيمب أنه سيقاضي السلطات في مدينة أتلانتا بعد أن حاول العمدة كيشا لانس بوتومز تقديم تشريع يطالب السكان بارتداء أقنعة الوجه في الأماكن العامة؛ يدعي كيمب أن مسؤولي المدينة لا يملكون السلطة لاتخاذ قرار من هذا النوع.

### 19 يوليو
كشف رئيس تشيلي سيبستيان بنييرا عن خطة حكومته لإعادة فتح اقتصاد البلاد تدريجيًا بعد الانخفاض المستمر في الإصابات اليومية. صرح المسؤولون أن البرنامج سيبدأ لمدة خمسة أسابيع، على الرغم من أن أي تقدم سيخضع للبيانات الوبائية وقدرة نظام الرعاية الصحية في البلاد.
أعلن رئيس السلفادور نجيب أبو كيلة أن البلاد ستنتقل إلى المرحلة الثانية من إعادة الافتتاح بعد جائحة فيروس كورونا، مع إعادة فتح قطاع التصنيع ووسائل النقل العام في 21 يوليو.

### 20 يوليو
أعلن رئيس وزراء جزر البهاما هوبرت مينيس أن حدود البلاد سوف تُغلق أمام الرحلات الجوية والسفن الدولية اعتبارًا من 22 يوليو وقد صرّح أيضًا أن هذه التدابير تستثني المملكة المتحدة والولايات المتحدة وكندا.
بالرغم من إعلان رئيس السلفادور في اليوم السابق، نجيب أبو كيلة، أن بلاده ستنتقل إلى المرحلة الثانية من إعادة الافتتاح بعد جائحة فيروس كورونا، فقد أجل جميع خطط إعادة الافتتاح في المستقبل المنظور بعد مناقشات مع خبراء الصحة.
أعلن رئيس الولايات المتحدة دونالد ترامب أن جلسات الإحاطة الحكومية اليومية المتعلقة بفيروس كورونا ستُستأنف هذا الأسبوع. 

### 21 يوليو
صرحت المديرة الإقليمية للأمريكتين في منظمة الصحة العالمية كاريسا إتيان أن جائحة فيروس كورونا لازالت مستمرة بشكل متسارع في الأمريكتين ولم تُظهر أي علامات على التراجع.
بدأت التجارب المتقدمة للقاح محتمل لفيروس كورونا التي طورتها شركة الأدوية الحيوية الصينية سينوفاك بيوتيك ومعهد بوتانتان في ولاية ساو باولو البرازيلية، بمشاركة حوالي 900 متطوع من العاملين في قطاع الرعاية الصحية.
كشف وزير الصحة البرازيلي، إدواردو بازويلو، أيضًا أن الحكومة تجري مناقشات مع شركة الأدوية الأمريكية، موديرنا، حول إعطاء البرازيل الأولوية في شراء اللقاح المحتمل الذي تطوره الشركة.
حث زعيم الأقلية في مجلس الشيوخ الأمريكي، تشاك شومر، قادة الحزب الجمهوري على تقديم تفاصيل لمزيد من التشريعات المتعلقة بفيروس كورونا في الكونجرس الأمريكي.

### 22 يوليو
أعلن الدوري الوطني لكرة القدم الأمريكية أنه سيُطلب من جميع المتفرجين ارتداء أقنعة الوجه عند استئناف الموسم في سبتمبر للحد من خطر انتقال فيروس كورونا.
أعلنت عمدة واشنطن، موريل بوزر، أن أقنعة الوجه ستصبح إلزامية في جميع المناطق خارج المنزل بسبب الارتفاع الأخير في الحالات في المدينة، إذ أشارت السلطات إلى فعالية أوامر مماثلة في أماكن أخرى في الحد من انتشار الفيروس. تشمل الاستثناءات من هذه القاعدة الأطفال دون سن الثالثة، ممارسة الرياضة على مسافة مناسبة من الآخرين والعمل بشكل انفرادي في المكاتب.
أعلنت وزارة الصحة والخدمات البشرية في الولايات المتحدة أن الحكومة ستدفع لشركتي الأدوية، فايزر وبيو إن تيك، مليار دولار لإنتاج طلب أولي من 100 مليون جرعة من اللقاح المحتمل لفيروس كورونا، مع قدرة الحكومة بعد ذلك على الحصول على 500 مليون جرعة إضافية.

### 23 يوليو
أجلت الهيئة الانتخابية متعددة القوميات في بوليفيا الانتخابات العامة في البلاد، التي كان من المقرر إجراؤها في أوائل سبتمبر، إلى 18 أكتوبر نتيجة للقيود المفروضة بهدف الحد من انتشار فيروس كورونا، وقد توقع الخبراء زيادة في حالات الإصابات في بوليفيا في أغسطس أو سبتمبر.
أقر البرلمان التشيلي تشريعًا يسمح للمواطنين بسحب ما يصل إلى 10 في المائة من مدخراتهم للتخفيف من الآثار الاقتصادية للجائحة، إلا أنه يستوجب على الرئيس، سبستيان بنييرا، توقيع التشريع كي يصبح قيد التنفيذ.
صرّح وزير الخارجية المكسيكي مارسيلو ابرارد أن المسؤولين الصينيين عرضوا قرضًا بقيمة مليار دولار على دول في أمريكا اللاتينية ومنطقة البحر الكاريبي لتقديم أي لقاح محتمل لفيروس كورونا طورته شركة صينية.
أجلت شركة والت ديزني العرض الأول للعديد من الأفلام بسبب جائحة فيروس كورونا. إذ أجل العرض الأول لنسخة الفيلم الحي من مولان إلى مدة غير محددة، وأجلت إصدارات أفاتار 2 وفيلم حرب النجوم الجديد إلى ديسمبر 2022 وديسمبر 2023 على التوالي.
كشفت وزارة العمل الأمريكية أن أكثر من 1.4 مليون مواطن أمريكي تقدموا بطلبات للحصول على إعانات البطالة في الأسبوع الماضي، وهي زيادة عن الرقم الذي أبلغ عنه الأسبوع الماضي، على الرغم من عدة أسابيع من انخفاض الأعداد.

### 24 يوليو
أعلن وزير الصحة التشيلي إنريكي باريس عن تخفيف قيود الإغلاق بسبب فيروس كورونا في العاصمة سانتياغو. بموجب القيود الجديدة، سيُسمح لسكان ضواحي المدينة الأقل كثافة سكانية بالتجمع في مجموعات صغيرة ومغادرة منازلهم دون إذن من السلطات.
أعلنت الحكومة النيكاراغوية أنه لن يُسمح لأي من الوافدين بدخول البلاد إلا في حال وجود إثبات على سلبية اختبار فيروس كورونا لديهم خلال آخر 72 ساعة، أدى هذا التصريح إلى تقطع السبل بعدة مئات من المسافرين النيكاراغويين على حدود كوستاريكا ونيكاراغوا.
أعلنت عمدة واشنطن، مورييل بوزر، أنه وبدءًا من 27 يوليو سيُفرض على جميع الوافدين لأسباب غير أساسية والقادمين من مناطق تُعتبر موبوءة أن يخضعوا للحجر الصحي لمدة 14 يومًا وذلك للحد من مخاطر انتشار العدوى، مع ذلك فقد استثنت ولايتي ماريلاند وفيرجينيا المجاورتين من القيود. على الرغم من القيود المتزايدة، أعيد افتتاح حديقة الحيوان الوطنية الأمريكية في واشنطن العاصمة، لكن مع فرض العديد من التدابير الوقائية. إذ يجب على الزوار حجز التذاكر مسبقًا، أن يكون العدد قليل، إلزامية ارتداء أقنعة الوجه لكل من الزوار والموظفين واتبعت تدابير التباعد الاجتماعي أيضًا بالإضافة إلى تطبيق الجولات ذات الاتجاه الواحد.
صرّحت رئيسة مجلس النواب الأمريكي، نانسي بيلوسي، أنها لا تفكر في تمديد نظام استحقاق البطالة المعزز، المقرر أن ينتهي في 31 يوليو.
صرحت السكرتيرة الصحفية للبيت الأبيض، كايلي مكيناني، أن الرئيس ترامب يهدف إلى إعادة فتح جميع المدارس الأمريكية بالكامل في بداية العام الدراسي على الرغم من مخاوف المعلمين وأولياء الأمور من زيادة محتملة في انتشار عدوى فيروس كورونا.

### 25 يوليو
وقع الرئيس التشيلي سيبستيان بنييرا قانونًا يسمح للمواطنين بسحب ما يصل إلى عشرة في المائة من مدخراتهم التقاعدية لتقليل العواقب الاقتصادية للوباء، وبالتالي فقد دخل هذا القانون حيز التنفيذ.
صوتت المحكمة العليا للولايات المتحدة للاستمرار بالتشريع الذي فرضته حكومة ولاية نيفادا والذي يحظر التجمعات لأكثر من 50 شخصًا، وذلك بعد أن طلبت إحدى كنائس كالفيري في وادي دايتون تعديل القانون ليُسمح بتقديم مجال أكب من الخدمات الدينية.

### 26 يوليو
كشفت دراسة أجرتها وكالة الأنباء الدولية رويترز لأول مرة أنه في أمريكا اللاتينية أكبر عدد من حالات الإصابة بفيروس كورونا مقارنةً بأي منطقة أخرى في العالم، مع أكثر من 4.3 مليون حالة مؤكدة.
أعلنت حكومة الولايات المتحدة عن تمويل إضافي بقيمة 470 مليون دولار لشركة الأدوية البيولوجية موديرنا لدعم تطوير لقاح كوفيد-19 محتمل، وخاصةً المرحلة الثالثة من التجارب السريرية.

### 27 يوليو
حث رئيس غواتيمالا، أليخاندرو غياماتي، السكان أن يبقوا متيقظين وحذرين بما أن العديد من القيود التي فُرضت خلال الجائحة سوف تُخفف: إذ أعيد فتح مراكز التسوق والمطاعم وسُمح باستئناف استخدام وسائل النقل العام، إلا أن حظر التجول الليلي لازال قائمًا والحدود ستظل مغلقة.
كشف زعيم الأغلبية في مجلس الشيوخ الأمريكي ميتش ماكونيل عن مزيد من التفاصيل حول برنامج الإغاثة الاقتصادية لفيروس كورونا الذي اقترحه الحزب الجمهوري. بموجب المخطط، سيحق لكل مواطن أمريكي الحصول على 1200 دولار، وستتلقى المدارس أكثر من 100 مليار دولار من المخصصات، وستُضخ المزيد من الأموال لصالح الشركات الصغيرة التي واجهت العديد من الأعباء الاقتصادية خلال الجائحة، وخُصص 16 مليار دولار لتحسين إمكانيات الولايات الفرادى على إجراء اختبارات الفيروس، وسيُخصص أكثر من 25 مليار دولار من التمويل لرفع معدلات إنتاج معدات الوقاية الشخصية ولتطوير لقاحات فيروس كورونا المحتملة.
أجل منظمو دوري كرة القاعدة الرئيسي مباراتين كان من المقرر عقدهما في ميامي وفيلادلفيا، وذلك بعد تصاعد المخاوف بشأن فيروس كورونا خصوصًا بعد أن ثبتت إصابة العديد من لاعبي ميامي مارلينز.
أعلن الرئيس التنفيذي لشركة جوجل، ساندر بيتشاي، عن تشجيع موظفي الشركة على العمل من منازلهم حتى يوليو 2021 بسبب ارتفاع حالات الإصابات في جميع أنحاء العالم.
أعلنت شركة الأدوية البيولوجية الأمريكية موديرنا ومعاهد الصحة الوطنية أن لقاح فيروس كورونا المحتمل الذي طورته المنظمتان وبدعم من حكومة الولايات المتحدة قد انتقل إلى المرحلة الأخيرة من التجارب البشرية، والتي تضم 30 ألف متطوع فيما يقرب من 90 موقعًا مختلفًا؛ سيتلقى نصف المتطوعين جرعات صغيرة من اللقاح وسيتلقى نصفهم الآخر دواءً وهميًا.

### 28 يوليو
أنشأت السلطات الصحية في الإكوادور عدة مراكز متنقلة لاختبار فيروس كورونا في المدارس والملاعب الرياضية وأماكن الترفيه في العاصمة كيتو، وذلك بعد أن أعلنت الحكومة أن الوضع غدا «حرجًا» نظرًا لأن أعداد الإصابات قد بلغت سقف القدرة الاستيعابية لوحدات العناية المركزة. وقد أعلن وزير الصحة خوان كارلوس زيفالوس أن الطاقم الطبي سيقوم بدوريات في الأحياء الأكثر تضررًا لإجراء فحوصات فورية.
سحب حاكم جورجيا بريان كيمب الطلب الذي قدمه إلى المحكمة بمنع السلطات في الولاية من إلزام السكان بارتداء أقنعة الوجه في الأماكن العامة، بعد محاولته سابقًا مقاضاة رئيس بلدية أتلانتا كيشا لانس بوتومز بشأن القرار.
أجل منظمو دوري كرة القاعدة الرئيسي جميع المباريات التي كان من المقرر أن يلعبها فريق ميامي مارلينز حتى 2 أغسطس بعد أن ثبتت إصابة سبعة عشر من لاعبي الفريق وموظفيه بفيروس كورونا. وقد أجلت أيضًا مباراة دوري كرة القاعدة الرئيسي التي كان من المفترض أن تُجرى بين فريق فيلادلفيا فيليز ونيويورك يانكيز بعد أن كان بعض لاعبي فيلي ينتظرون نتائج اختباراتهم لفيروس كورونا بعد أن لعبوا ضد مارلينز في عطلة نهاية الأسبوع.

### 29 يوليو
أعلنت رئيسة مجلس النواب الأمريكي، نانسي بيلوسي، أنه سيُطلب من جميع الممثلين والزوار ارتداء أقنعة الوجه في مجلس النواب لمنع انتقال فيروس كورونا بعد أن ثبتت إصابة النائب الجمهوري لوي غوميرت بالفيروس، إلا أنه يُسمح للأعضاء بإزالة القناع عند مخاطبة البيت الأبيض.
أعلنت مدارس مقاطعة ميامي ديد العامة أن المدارس لن تفتح أبوابها فعليًا بعد العطلة الصيفية بسبب تفشي جائحة فيروس كورونا في الولايات المتحدة، مع توجيه المدارس لعقد الفصول الدراسية عن بعد اعتبارًا من 31 أغسطس.
أعلنت أكاديمية فنون وعلوم التلفزيون أن حفل توزيع جوائز إيمي برايم تايم الثاني والسبعين المُقبل سيُعقد بشكل افتراضي في جميع أنحاء الولايات المتحدة تقريبًا. إذ أنه يُقام عادة في مكانه المعتاد في مسرح مايكروسوفت في لوس أنجلوس.
أعلن البنك الدولي عن تخصيص تمويل بقيمة 4 مليارات دولار لزيادة إنتاج وتوزيع معدات الرعاية الصحية بما في ذلك معدات الوقاية الشخصية وأجهزة التنفس الاصطناعي ومجموعات الأدوات المخصصة لإجراء اختبار فيروس كورونا، وذلك لمساعدة البلدان النامية في مكافحة الوباء.

### 30 يوليو
أعلن وزير العلوم والتكنولوجيا البرازيلي ماركوس بونتيس أنه سيعمل من المنزل ويعزل نفسه بعد أن ثبتت إصابته بالفيروس، ليصبح بذلك خامس وزير في حكومة جايير بولسونارو يقوم بذلك.
أعلن وزير الصحة في باراغواي خوليو مازوليني أن الإغلاق المخطط له في ثاني أكبر مدينة في البلاد، سيوداد ديل إستي، سوف يُخفف استجابةً للاحتجاجات العنيفة. صُرّح عن السماح لبعض الأعمال غير الأساسية باستئناف العمل خلال النهار، مع ذلك فقد بقيت الصالات الرياضية والحانات تحت الإغلاق، مع حظر جميع التجمعات الاجتماعية الكبيرة بشكل صارم.
أعلن عمدة مقاطعة كولومبيا موريل بوزر أن المدارس في واشنطن العاصمة لن تُفتح كما هو مخطط لها بعد العطلة الصيفية، وذلك بسبب تصاعد حالة فيروس كورونا في الولايات المتحدة ومخاوف الآباء والمدرسين بشأن سلامة الطلاب وما إذا كان قرار إعادة فتح المدارس صائبًا، إذ من المتوقع أن تقوم المدارس بتنظيم التعليم الافتراضي للطلاب.
أعلن حاكم ولاية ويسكونسن توني إيفرز حالة طوارئ صحية عامة وأعلن أن أقنعة الوجه ستكون إلزامية في جميع المناطق الداخلية بسبب ارتفاع حالات الإصابة بفيروس كورونا في الولاية.

### 31 يوليو
أعلن رئيس الأرجنتين، ألبرتو فرنانديس، عن تأجيل أي تخفيف لقيود الإغلاق في البلاد إلى 16 أغسطس على الأقل بسبب زيادة عدد الحالات والمخاوف من اكتظاظ مرافق الرعاية الصحية.
أعلنت حكومة الولايات المتحدة أنها ستدفع أكثر من ملياري دولار لشركات الأدوية الأوروبية غلاكسو سميث كلاين وسانوفي لتأمين لقاحات فيروس كورونا المحتملة لخمسين مليون أمريكي.
تبلغ قيمة الصفقة ما مجموعه 100 مليون جرعة، اثنتان لكل مريض، مع إمكانية شراء 500 مليون أخرى في مرحلة لاحقة، بانتظار نتائج التجارب السريرية في نهاية العام.

## ردود الفعل والإجراءات في بلدان شرق المتوسط

### 1 يوليو
استأنفت شركة النقل الوطنية في مصر، مصر للطيران، عملياتها من ميناء القاهرة الجوي، وقد أعيد فتح المطارات للسياح الدوليين في جميع أنحاء البلاد. وأعيد افتتاح المتاحف والعالم السياحية بما في ذلك مجمع أهرامات الجيزة.
أعلنت الشركة الوطنية للطيران الإسرائيلي، إل عال، أنها شهدت انخفاضًا هائلًا في الإيرادات خلال الربع الأول، مما أجبرها على تقليص طاقم الموظفين وأسطولها الجوي. ويقال أن رؤسائها كانوا يطالبون بقروض مدعومة من الدولة لضمان استمرارية الشركة.
أعيد افتتاح مطار بيروت رفيق الحريري الدولي في العاصمة اللبنانية بيروت بسعة 10% لتشجيع السياحة في البلاد بعد جائحة فيروس كورونا.
أعلنت السلطة الوطنية الفلسطينية عن فرض إغلاق لمدة خمسة أيام في الضفة الغربية بعد زيادة حالات الإصابة بفيروس كورونا.
بدأت الحكومة القطرية إعادة فتح جزئي للمطاعم والشواطئ والمتنزهات ودور العبادة.
ذكرت السلطات في الإمارات العربية المتحدة أنه لا يمكن للمقيمين السفر إلى الخارج لأغراض غير ضرورية حتى الآن، مع وجوب توفير تصريح عند السفر.

### 2 يوليو
وسع الملك سلمان بن عبد العزيز آل سعود، ملك المملكة العربية السعودية، مخططات حكومية مختلفة لدعم شركات القطاع الخاص والمستثمرين خلال العقبات الاقتصادية التي خلفتها جائحة فيروس كورونا.

### 4 يوليو
صرح الرئيس الإيراني حسن روحاني أن الأشخاص الذين يُقبض عليهم وهم لا يرتدون أقنعة الوجه في الأماكن العامة سيُمنعون من الوصول إلى خدمات الدولة، وأن أصحاب الأعمال الذين لا يتبعون الإرشادات الحكومية سيعاقبون بعقوبات تصل إلى إجبارهم على الإغلاق لأسبوع.
بدأت السلطات في الأردن في إصدار أساور إلكترونية لجميع المسافرين القادمين بهدف تطبيق قواعد الحجر الصحي لفيروس كورونا في البلاد. وفُرض على جميع المسافرين القادمين عزل أنفسهم لمدة 14 يومًا في فندق على البحر الميت، يليها حجر صحي آخر لمدة 14 يومًا في المنزل.
تظهر بيانات البنك المركزي التونسي أن عائدات صناعة السياحة في البلاد انخفضت بنسبة 47 في المائة في النصف الأول من العام، وذلك كنتيجة مباشرة لجائحة فيروس كورونا.

### 5 يوليو
أعلن رئيس دولة فلسطين محمود عباس عن فرض حالة الطوارئ في جميع أنحاء فلسطين لمدة ثلاثين يومًا، مع السماح للسكان بمغادرة منازلهم لقضاء احتياجاتهم الأساسية فقط.
بدأ بعض الدبلوماسيين الأمريكيين غير الأساسيين مغادرة المملكة العربية السعودية نتيجة ارتفاع حالات الإصابة بالفيروس في البلاد.

### 6 يوليو
أعلنت السلطات الصحية في المملكة العربية السعودية عن فرض بعض القواعد على الحج لهذا العام، حرصًا على عدم انتشار عدوى الفيروس. تشمل القيود ارتداء أقنعة الوجه بشكل إلزامي، التباعد الاجتماعي الصارم بين جميع الحجاج أثناء الصلاة، خفض سعة النقل العام، فرض تدابير لمنع الحجاج من لمس الكعبة، فرض تدابير وقائية على المطاعم التي تبيع الأطعمة والمشروبات المعبأة مسبقًا، إجراء اختبارات للفيروس بشكل إلزامي والسماح فقط للحجاج الذين يعيشون في المملكة العربية السعودية بالسفر إلى مكة.

### 7 يوليو
مددت السلطات الفلسطينية حظر التجوال المفروض بسبب الجائحة في الضفة الغربية لمدة خمسة أيام أخرى بسبب ارتفاع عدد الحالات.
في الإمارات العربية المتحدة، أعادت دبي فتح الحدود أمام السياح الدوليين، مع إجراء اختبارات فيروس كورونا إلزامية عند الوصول للمسافرين الذين لا يحملون إثباتًا على سلبية إصابتهم بالفيروس.

### 9 يوليو
أعلنت طيران الإمارات، شركة الطيران الوطنية في الإمارات، عن تسريح الآلاف من الموظفين بمن فيهم طيارين وطاقم الطائرة، وذلك نتيجة للعواقب الاقتصادية التي ترافقت مع الجائحة.

### 10 يوليو
نصحت وزارة الصحة الكويتية المواطنين بعدم السفر خارج البلاد بسبب المخاوف الكثيرة المتعلقة بوباء فيروس كورونا، وزيادة انتشار الفيروس على الرغم من كل التدابير التي اتبعتها الحكومات الأجنبية.

### 11 يوليو
صرح رئيس إيران حسن روحاني أنه يجب إلغاء جميع حفلات الزفاف بسبب خطر انتقال فيروس كورونا، مما دفع السلطات في العاصمة طهران إلى إغلاق جميع أماكن الزفاف والجنازات. ذاكرًا أيضًا أن إيران ليست في حالة تسمح لها بالإغلاق الاقتصادي مرة أخرى، وذلك يعود بدرجة كبيرة إلى العقوبات الاقتصادية المفروضة عليها.
أعلن ولي عهد دبي حمدان بن محمد آل مكتوم عن مجموعة حوافز اقتصادية بقيمة 1.5 مليار درهم لمساعدة دبي على التعافي الاقتصادي من جائحة فيروس كورونا.
كشف تقرير أن شركة الطيران الوطنية لدولة الإمارات العربية المتحدة، طيران الإمارات، قد خفضت قوتها العاملة بنسبة 10% بسبب جائحة فيروس كورونا، مع تسريح أكثر من 9000 موظف، بعد أن علقت الشركة مؤقتًا جميع عملياتها بسبب المخاوف المتعلقة بالصحة العامة.

### 12 يوليو
أعلن الملك عبد الله الثاني بن الحسين ملك الأردن أن جائحة فيروس كورونا في الأردن قد أصبحت تحت السيطرة، وأصبح بالإمكان الآن إعطاء الأولوية لإعادة فتح اقتصاد البلاد بعد أن ارتفعت البطالة إلى أكثر من 19 في المائة في الربع الأول من العام.
أعلنت السلطة الوطنية الفلسطينية عن فرض حظر تجول ليلي في الضفة الغربية بسبب ارتفاع حالات الإصابة بفيروس كورونا. أوقفت مدن بيت لحم والخليل ونابلس ورام الله جميع الرحلات لمدة أربعة أيام، مع حظر السفر بين المحافظات لمدة أسبوعين.
علّق صندوق أبو ظبي للتنمية في الإمارات العربية المتحدة مصروفات سداد خدمة الدين للعديد من البلدان والشركات بسبب العواقب الاقتصادية لوباء فيروس كورونا.

### 13 يوليو
حذر صندوق النقد الدولي من أن منطقة الشرق الأوسط وشمال إفريقيا قد تواجه ركودًا اقتصاديًا أكثر حدة مما كان متوقعًا في السابق نتيجة للوباء.
كشف وزير الاستثمار التونسي سليم عزازي أنه من المتوقع أن يتراجع اقتصاد البلاد بنسبة 6.5 في المائة في عام 2020 كنتيجة مباشرة لوباء فيروس كورونا.

### 14 يوليو
أعلنت السلطات في عمان أنها ستسمح للمواطنين بالسفر عما قريب إلا أنها لم تحدد موعدًا.  سيتطلب السفر الدولي من المواطنين التسجيل لدى السلطات والخضوع لحجر صحي إلزامي عند العودة، أعلنت السلطات أيضًا أن الإغلاق سيستمر في محافظة ظفار وولاية مصيرة بسبب ارتفاع عدد حالات الإصابة بفيروس كورونا.
أعلنت السلطات في الأراضي التي يسيطر عليها الحوثيون في اليمن عن تخفيف قيود الإغلاق فيروس كورونا، مما سمح بإعادة فتح المطاعم والمتنزهات وأماكن الزفاف، مع تشجيع السكان على الالتزام بالتباعد الاجتماعي وتعقيم اليدين بانتظام.

### 16 يوليو
أعلن المتحدث باسم الحكومة الأردنية أمجد العضايلة أن الرحلات التجارية من مطار الملكة علياء الدولي ستستأنف اعتبارًا من أغسطس إلى دول اتفق دوليًا على أنها آمنة للسفر.
أعلنت السلطات في دولة الإمارات العربية المتحدة أن تجارب لقاح فيروس كورونا المحتمل التي تُجرى بالتعاون بين مجموعة الصين الوطنية للصناعات الدوائية ووزارة الصحة الإماراتية والشركة الخاصة جي 42 هيلث كير قد دخلت المرحلة الثالثة، وهي أول تجربة من هذا النوع على مستوى العالم.

### 17 يوليو
استؤنفت الرحلات التجارية بين إيران والإمارات العربية المتحدة بعد أن حلقت طائرة إماراتية من دبي إلى طهران.

### 18 يوليو
عقد قادة مجموعة العشرين اجتماع عن بعد استضافته العاصمة السعودية الرياض لمناقشة تعافي الاقتصاد العالمي. كانت مجموعة العشرين قد أعلنت سابقًا عن تجميد الديون لمدة عام واحد للبلدان الفقيرة، على الرغم من أن رئيس البنك الدولي ديفيد مالباس أوصى بتمديد الخطة حتى عام 2022. واختتم قادة مجموعة العشرين الاجتماع بالتصريح عن مناقشة تمديد محتمل لخطة تعليق الديون كذلك في قمة مجموعة العشرين بالرياض 2020.

### 19 يوليو
أعلنت منظمة الطيران المدني الإيرانية أن السلطات التركية علقت الرحلات الجوية من وإلى البلاد بسبب تفشي فيروس كورونا المستجد في إيران.
أكدت وزارة الصحة والتعليم الطبي في إيران أن عدد الحالات في البلاد أقل بكثير من الـ 25 مليون التي اقترحها الرئيس حسن روحاني سابقًا.

### 20 يوليو
أعلنت السلطات في المملكة العربية السعودية أن مناسك الحج إلى مكة ستبدأ في 29 يوليو، مع فرض تدابير صارمة فيما يخص التباعد الاجتماعي وخفض القدرة الاستيعابية قدر الإمكان.

### 21 يوليو
أعلنت السلطات في عُمان أنه سوف تُعلق جميع الرحلات من 25 يوليو إلى 8 أغسطس بين محافظات البلاد مع فرض حظر تجول ليلي، إذ فُرض إغلاق جميع الأماكن العامة، وذلك للحد من انتشار فيروس كورونا.

### 22 يوليو
مددت الحكومة المصرية ساعات العمل المسموح بها للمطاعم حتى منتصف الليل، وزادت أيضًا السعة المسموح بها إلى 50 في المائة. مُددت ساعات عمل المحلات التجارية حتى الساعة العاشرة مساءً. يدخل كلا القرارين حيز التنفيذ اعتبارًا من 26 يوليو.
أعلنت الحكومة القطرية عن إعادة فتح حدود البلاد أمام المسافرين الدوليين اعتبارًا من 1 أغسطس، تخفيفًا لقيود الإغلاق التي فُرضت خلال الجائحة. سيُطلب من جميع المسافرين القادمين من قائمة تضم 40 دولة تعتبر منخفضة الخطورة إجراء اختبار فيروس كورونا في المطار والخضوع للحجر الصحي الإلزامي لمدة أسبوع في انتظار النتيجة؛ وسوف يُنقل أي شخص تظهر نتيجة اختباره إيجابية إلى منشأة حكومية آمنة لعزل نفسه.

### 23 يوليو
أعلنت الحكومة الكويتية عن تعديل حظر التجول في البلاد ليصبح من الساعة 9 مساءً إلى 3 صباحًا وسيخضع للمرجعة بعيد عيد الأضحى؛ وقد أُعلن أيضًا أن المرحلة الثالثة من إعادة الافتتاح بعد الوباء ستبدأ في 28 يوليو. وبموجب القيود الجديدة، سيُسمح للفنادق وأماكن العبادة بإعادة الافتتاح، وسُيسمح لسائقي سيارات الأجرة باستئناف عملهم.
أبرزت البيانات الصادرة حديثًا من منظمة الصحة العالمية أن دولتي قطر والبحرين لديها أعلى معدلات إصابة للفرد بفيروس كورونا في أي مكان في العالم.

### 25 يوليو
حث الرئيس الإيراني حسن روحاني الشعب على الالتزام بتدابير التباعد الاجتماعي للوقاية من حصول موجة انتشار ثانية للفيروس في البلاد خلال عيد الأضحى الإسلامي، الذي يبدأ في نهاية شهر يوليو.
أعلنت السلطات في الكويت رفع الإغلاق المفروض على محافظة الفروانية بسبب فيروس كورونا في 26 يوليو.

### 27 يوليو
أعادت السلطات في لبنان فرض العديد من القيود التي فُرضت سابقًا خلال جائحة فيروس كورونا لمدة أسبوعين، وذلك بسبب الارتفاع الأخير في عدد الإصابات في البلاد. بموجب القيود الجديدة، أصدرت أوامر للشركات غير الأساسية بما في ذلك دور السينما ودور العبادة والحانات والأسواق والأماكن الرياضية بالإغلاق، مع السماح للمحلات التجارية والمدارس والبنوك بفتح أبوابها فقط يومي الثلاثاء والأربعاء، على الرغم من أن المطار الرئيسي في البلاد والموانئ والمعابر الحدودية والشركات التي تعتبر أساسية (المنظمات الطبية والزراعية والصناعية والحكومية) سُمح لها أن تبقى مفتوحة. سيُطلب من جميع المسافرين الدوليين القادمين الخضوع للحجر الصحي الإلزامي لمدة 48 ساعة إلى حين تلقيهم نتائج اختباراتهم للفيروس.

### 30 يوليو
أعلنت الحكومة الليبية المعترف بها دوليًا أنها ستفرض إغلاقًا كاملًا على أراضيها اعتبارًا من 4 أغسطس، وذلك بعد زيادة حالات الإصابة بفيروس كورونا، وسيستمر هذا الإغلاق لمدة خمسة أيام على الأقل، مع السماح للأشخاص بمغادرة منازلهم لقضاء الحاجات الأساسية فقط.
كان عدد الحجاج المسلمين في مدينة مكة المكرمة في المملكة العربية السعودية الذين شاركوا في الصلاة على جبل أرارات في ذروة يوم الحج قليل نسبيًا، التزامًا منهم بالتدابير الوقائية لفيروس كورونا. كان يُطلب من جميع الحجاج الخضوع لاختبارات كورونا الإلزامية والدخول في فترة من العزل الذاتي قبل الحج، ويجب أن يسافروا في مجموعات لا تزيد عن عشرين شخصًا، مع الالتزام بإجراءات التباعد الاجتماعي الصارمة طوال الوقت. 

## ردود الفعل والتدابير في أوروبا

### 16 يوليو
أزال الاتحاد الأوروبي الجبل الأسود (مونتينيغرو) وصربيا من قائمة البلدان الآمنة للسفر غير الضروري نتيجة ازدياد عدد الإصابات بفيروس كورونا في البلدين، ما أعاد فعليًا حظر السفر إليهما.
أعلن وزير ديوان رئيس الوزراء غيرغيلي غولياس عن إلغاء الاحتفالات المقررة بمناسبة العيد الوطني للمجر في 20 أغسطس بسبب المخاوف من انتشار فيروس كورونا.
كشف باحثون روس أن البلاد تخطط لإنتاج 30 مليون جرعة من لقاح كوفيد-19 محليًا في 2020، مع إمكانية تصنيع 170 مليون جرعة أخرى في الخارج. أثار الأمر انتقادات من حكومات الولايات المتحدة الأمريكية وكندا والمملكة المتحدة، إذ زعمت هذه البلدان أن المؤسسات البحثية فيها تعرضت لهجمات إلكترونية روسية ترعاها الدولة بغية الحصول على معلومات متعلقة بالتجارب على لقاح فيروس كورونا، ونفت الحكومة الروسية تلك الادعاءات بشدة.
أعلن وزير الدولة لشؤون الصحة في بريطانيا مات هانكوك عن تخفيف القيود المتعلقة بفيروس كورونا في مدينة ليستر بسبب انخفاض الإصابات فيها. وبموجب التغييرات الجديدة، سيسمح بإعادة فتح منافذ البيع بالتجزئة والمدارس ودور الحضانة غير الضرورية اعتبارًا من 24 يوليو، وستبقى الحانات والمطاعم مغلقة؛ أبقي أيضًا على حظر التجمع لأكثر من ستة أشخاص، فضلًا عن حظر السفر غير الضروري.

### 17 يوليو
أعلن المستشار النمساوي سيباستيان كورتز أن حكومته رفضت برنامج الانتعاش الاقتصادي الذي اقترحه الاتحاد الأوروبي، إذ رأى أنه لا ينبغي تقديم دين اتحادي طويل الامد.
اجتمع قادة الدول السبعة وعشرين الأعضاء في الاتحاد الأوروبي في بروكسل لمناقشة برنامج الانتعاش الاقتصادي المقترح المتعلق بفيروس كورونا، ويهدف البرنامج إلى صرف 750 مليار يورو ضمن خطة انتعاش طويلة الأجل، مع توقع استمرار مدفوعاته حتى عام 2026. قال رئيس الوزراء التشيكي أندريه بابيش في وقت لاحق إن الاتحاد الأوروبي لم يكن قريبًا من التوصل إلى اتفاق، وأن وجهات النظر حول الاقتراح تنوعت بشدة.
فرضت السلطات الإسرائيلية إغلاقًا خلال عطلة نهاية الأسبوع بين 17 و19يوليو، إذ صدرت تعليمات بإغلاق المتاجر غير الضرورية وحدائق الحيوان والمتاحف والمرافق الترفيهية، وأكدت الحكومة أن القرار ليس أمرًا بالبقاء في المنزل. كشفت شركة الأدوية الروسية «آر فارم» عن وصولها إلى اتفاق مع أسترازينيكا وجامعة أكسفورد بشأن تصنيع لقاح كوفيد-19 المحتمل الذي تطوره الشركتان.
حثت وزيرة الصحة الكتالونية ألبا فيرغيس سكان المناطق الحضرية في برشلونة البالغ عددهم نحو أربعة ملايين على البقاء في المنزل بعد ارتفاع الإصابات بفيروس كورونا. ونُصح السكان بتجنب السفر غير الضروري، وأُغلقت أماكن الترفيه بما فيها دور السينما والمسارح، وسُمح للمطاعم بالعمل بسعة مخفّضة كثيرًا، وخُفض حد التجمع إلى عشرة أشخاص.
أعلن رئيس الوزراء البريطاني بوريس جونسون عن إمكانية عودة المشجعين إلى الملاعب الرياضية بحلول أكتوبر، مع تطبيق عدد من المخططات التجريبية اعتبارًا من نهاية يوليو؛ كُشف لاحقًا عن تلك المخططات التي ستطبق في مباراتي كريكت وطنيتين في 26 و27 يوليو، وفي بطولة العالم للسنوكر 2020 من 31 يوليو إلى 16 أغسطس، وفي مهرجان سباق الخيل غودوود في 1 أغسطس. من المترقب أن تلتزم كل الملاعب بتدابير نظافة صارمة، وتوفر أماكن لتنظيف اليدين، وتطبق التباعد الاجتماعي. كشف جونسون أيضًا عن مبلغ إضافي قدره 3 مليارات جنيه إسترليني مخصص لتمويل دائرة الصحة الوطنية استعدادًا لموجة ثانية محتملة من عدوى فيروس كورونا، ومن المقرر زيادة استطاعة الاختبار اليومية إلى 500,000 بحلول نهاية أكتوبر.
أعلنت شركة الخطوط الجوية البريطانية أن جميع طائراتها من طراز بوينغ 747، أي ما يعادل 10% من أسطول الشركة بأكمله، ستتوقف عن العمل بأثرٍ فوري نتيجة العواقب الاقتصادية لجائحة فيروس كورونا.

### 18 يوليو
أعلنت السلطات في أذربيجان عن تمديد قيود الإغلاق المتعلقة بفيروس كورونا إلى 31 أغسطس بعد ارتفاع جديد في عدد الإصابات. وذُكر أن سكان المناطق الحضرية، بما في ذلك العاصمة باكو، مُلزمون بالحصول على إذن خاص لمغادرة المنزل بين 20 يوليو و5 أغسطس. وستبقى الأعمال غير الضرورية بما فيها مراكز التسوق والمطاعم وأماكن الترفيه مغلقة بالكامل؛ بينما أعطيت صالونات الزينة الإذن باستئناف العمل.
اجتمع قادة الدول الأعضاء في الاتحاد الأوروبي مجددًا في بروكسل لبحث خطة الانتعاش الاقتصادي المقترحة بقيمة 750 مليار يورو. ذكر مسؤولون أن عددًا من البلدان الشمالية الغنية أعربت عن قلقها حيال الوصول إلى صندوق الانتعاش؛ وأشار عدة قادة إلى أن المفاوضات كانت عسيرة، ووصفتها المستشارة الألمانية أنغيلا ميركل بأنها «مفاوضات صعبة جدًا جدًا»، قال رئيس الوزراء البولندي ماتيوز موراوسكي إن «من المحتمل جدًا» ألا يصل المجتمعون إلى اتفاق بحلول يوم الأحد.
مددت السلطات اليونانية الإغلاق المتعلق بفيروس كورونا في مخيمات المهاجرين إلى 2 أغسطس بهدف منع المزيد من التفشي.
علقت الحكومة البريطانية مؤقتًا إصدار التقارير اليومية حول الوفيات الجديدة الناتجة عن كوفيد-19 بعد أن زعم بعض العلماء أن الصحة العامة في إنجلترا تبالغ في عدد الوفيات الجديدة. وفي المملكة المتحدة أيضًا، اجتاز اختبار الأجسام المضادة لكوفيد-19 الذي طورته جامعة أكسفورد المرحلة الأولى من التجارب السريرية بدقة فاقت 98%.

### 19 يوليو
لم يتوصل قادة الدول الأعضاء في الاتحاد الأوروبي إلى اتفاق حول منح الانتعاش الاقتصادي المقترحة بعد اليوم الثالث من المحادثات في بروكسل. وذُكر أن الخلافات الرئيسية تكمن في حجم المنح، إذ ذكرت عدة دول، على رأسها هولندا، أن الحد الأعلى يجب أن يكون 350 مليار يورو، في حين رأت دول أخرى أن الحد الأدنى ينبغي أن يكون 400 مليار يورو.
أعلن وزير الصحة الفرنسي أوليفييه فيران أنه اعتبارًا من 20 يوليو ستفرض غرامة قدرها 135 يورو على كل شخص يتواجد في الأماكن العامة المغلقة دون وضع قناع الوجه.
أعلن رئيس وزراء ولاية بافاريا الألمانية ماركوس سودر عن توفير اختبارات مجانية للفيروس للعائدين في جميع مطارات الولاية قريبًا.
نصح مسؤولو الصحة في منطقة كتالونيا الإسبانية ذاتية الحكم السكان بالبقاء في المنزل في بلديات فيغيراس وفيلافانت وسان فيلايو دي يوبريغات بعد ارتفاع عدد حالات فيروس كورونا فيها. وعلى الرغم من عدم فرض أي إغلاق إلزامي، شملت القيود الجديدة خفض حد التجمع إلى عشرة أشخاص، والسماح بعمل المطاعم بسعة 50%، مع الالتزام الصارم بالتباعد الاجتماعي. أعلنت السلطات في برشلونة عن تقييد الوصول إلى شواطئ المدينة من قبل موظفي إنفاذ القانون بعد ارتفاع عدد الحالات في المدينة والمناطق المحيطة بها. 

### 20 يوليو
ذكر وزير الأعمال الدنماركي سيمون كوليروب أنه سيسمح للبحارة التجار الذين تقطعت بهم السبل في البحر خلال جائحة فيروس كورونا بالرسو في الموانئ الدنماركية بعد الانخفاض المتواصل في الحالات المسجلة في البلاد.
ألغى منظمو جائزة الكرة الذهبية لعام 2020 الجائزة للمرة الأولى في تاريخها الذي دام 64 عامًا بسبب تأثير فيروس كورونا على قطاع الرياضة.
أعلن متحدث باسم الحكومة اليونانية عن فرض قيود أكثر صرامة للسيطرة على حركة العمال الموسميين الدوليين، إذ لن يُسمح للعمال الزراعيين الذين يغادرون البلاد قبل 4 أغسطس بالعودة حتى إشعار آخر. وأُعلن أن الدخول البري إلى اليونان سيقتصر على ستة معابر حدودية شمالية لضبط الحالات الواردة المحتملة.
كشفت السلطات الصحية في المملكة المتحدة أن الحكومة اشترت 90 مليون جرعة من لقاحات كوفيد-19 المحتملة من عدة شركات دوائية مثل فايزر، فالنيفا إس إي، بيو إن تيك. أمّنت الحكومة البريطانية على 100 مليون جرعة من لقاح محتمل تطوره شركة أسترازينيكا.

### 21 يوليو
أعاد المستشار النمساوي سيباستيان كورتز العمل بتشريع يقضي بوضع أقنعة الوجه في الأماكن العامة مثل المتاجر الكبرى والبنوك بعد ارتفاع عدد الإصابات بفيروس كورونا في البلاد.
أعلن رئيس المجلس الأوروبي شارل ميشيل أن قادة الاتحاد الأوروبي توصلوا إلى اتفاق بشأن صندوق الانتعاش الاقتصادي المتعلق بفيروس كورونا بعد أربعة أيام من المفاوضات. وبموجب البرنامج، سيُقدم 750 مليار يورو في هيئة ديون مشتركة للمساعدة في انتعاش اقتصادات الدول الأعضاء جميعها، يشمل المبلغ 390 مليار يورو في هيئة منح و360 مليار يورو في هيئة قروض منخفضة الفوائد. سيقدم صندوق انتعاش طويل الأجل مساعدات اقتصادية إضافية من عام 2021 حتى عام 2027.
قال وزير التعليم البولندى داريوش بيونتكوفسكي إن الحكومة تعمل من أجل فتح المدارس بالكامل في بداية العام الدراسي في سبتمبر مع وضع تشريعات تضمن سلامة الطلبة والعاملين.
كشفت وزارة المالية الروسية عن خطط لخفض الإنفاق الحكومي بنسبة تصل إلى 10% (ما مجموعه 65 مليار دولار) بين عامي2021 و 2023 نتيجة لزيادة الإنفاق خلال جائحة فيروس كورونا، مع توقع انخفاض الناتج المحلي الإجمالي الروسي بنسبة تصل إلى 5% في 2020.
أعلنت وزيرة الشؤون الخارجية الإسبانية أرانتشا غونثاليث لايا أن الحكومة الإسبانية ستقدم 1.7 مليار يورو لمساعدة الدول النامية في مكافحة جائحة فيروس كورونا.
ذكرت سارة جيلبرت، الباحثة الرئيسية في لقاح كوفيد-19 الذي تطوره جامعة أكسفورد وشركة أسترازينيكا، أن اللقاح يمكن أن يُتاح للشراء بحلول نهاية العام بعد أن أظهرت المراحل الأولى من التجارب السريرية استجابة مناعية لدى المتطوعين.  

### 22 يوليو
قالت وزيرة السياحة الإسبانية رييس ماروتو إن الحدود الفرنسية الإسبانية يجب أن تبقى مفتوحة بعد ضبط الفاشيات الأخيرة في كتالونيا.
ألغى منظمو جوائز نوبل المأدبة التقليدية التي كان من المقرر إقامتها في ديسمبر في دار بلدية ستوكهولم لأول مرة منذ عام 1956 بسبب المخاوف المتعلقة بالصحة العامة وفيروس كورونا.
وسعت السلطات الصحية في سويسرا قائمة رصد فيروس كورونا لتشمل ما مجموعه 42 بلدًا؛ يُطلب من القادمين من هذه البلدان الخضوع لحجر صحي إلزامي مدته 14يومًا عند دخول سويسرا، أو تُفرض عليهم غرامة قدرها 10,000 فرنك سويسري. وشملت الإضافات الجديدة إلى القائمة البوسنة والهرسك، وكوستاريكا، والإكوادور، والسلفادور، وإسواتيني، وغواتيمالا، وكازاخستان، وقيرغيزستان، ولوكسمبورغ، والمالديف، والمكسيك، والجبل الأسود، والإمارات العربية المتحدة، وسورينام. بينما رُفعت السويد وبيلاروس من القائمة.
أعلن رئيس أوكرانيا فولوديمير زيلينسكي أن السياح القادمين إلى البلاد من أستراليا ونيوزيلندا وعدة دول عربية لن يحتاجوا إلى تأشيرات الدخول، في محاولة لتنشيط السياحة بعد جائحة فيروس كورونا.

### 23 يوليو
عين رئيس الوزراء الإسرائيلي بنيامين نتنياهو روني غامزو، مدير مركز سوراسكي الطبي في تل أبيب، مديرًا لمشروع فيروس كورونا الوطني؛ سيكون غامزو مسؤولًا عن تنسيق استجابة الحكومة الإسرائيلية للجائحة.
حثت جمعية المتاحف الهولندية رئيس الوزراء مارك روته على توفير الدعم الاقتصادي الضروري لقطاع الفنون في البلاد بعد شهور من الإغلاق خلال جائحة كوفيد-19، مع التحذير من إفلاس عدد كبير من الشركات الصغيرة في حال لم تتلق الدعم اللازم من الحكومة الهولندية.
كشفت هيئة الإحصاء السويدية أن معدل البطالة في السويد بلغ 9.4% في يونيو نتيجة للعواقب الاقتصادية لجائحة فيروس كورونا، وهو أعلى مستوى للبطالة في البلاد منذ عام 1998. سُجل 557,000 شخص على أنهم عاطلون عن العمل، بزيادة 150,000 شخص عن نفس الوقت في العام السابق.

### 24 يوليو
دخل رئيس الوزراء البلغاري بويكو بوريسوف العزل الذاتي بعد ثبوت إصابة مسؤول حكومي كبير بكوفيد-19.
نصح رئيس الوزراء الفرنسي جان كاستيكس المواطنين الفرنسيين بتجنب السفر إلى منطقة الحكم الذاتي الإسبانية في كاتالونيا بعد موجة من الحالات في المنطقة، وأعلن أيضًا عن تشديد الإجراءات على الحدود الفرنسية إذ سيُلزَم القادمون من بعض البلدان بالخضوع لاختبار فيروس كورونا.
أعلن وزير الصحة الألماني ينس شبان أن القادمين من البلدان ذات معدلات الإصابة العالية ملزمون بإجراء اختبار كوفيد-19 أو الخضوع للحجر الصحي مدة 14 يومًا.
أعلن وزير الصحة الإيطالي روبرتو سبيرانزا أن القادمين إلى إيطاليا من بلغاريا ورومانيا ملزمون بإتمام فترة الحجر الصحي تجنبًا لدخول الحالات.
أعلنت السلطات الصحية النرويجية أنها ستفرض على القادمين إلى البلاد من إسبانيا الدخول في الحجر الصحي مدة 10 أيام بسبب ارتفاع عدد الحالات فيها. وأعلن أيضًا عن استئناف السفر بحرية بين النرويج وكالمار وأوربرو وأوسترغوتلاند وفارملاند في السويد.

### 25 يوليو
قالت وزيرة الشؤون الخارجية الإسبانية أرانتشا غونثاليث لايا إن فاشيات فيروس كورونا المحلية الأخيرة تحت السيطرة وعُزلت المجتمعات المتضررة على الفور. تحدثت غونثاليث عن مناقشات جارية مع حكومات أجنبية لترتيب قيود السفر.
أعلنت الحكومة البريطانية أنها ستطلب من المسافرين الذين يصلون إلى البلاد عبر البر الرئيسي لإسبانيا إتمام 14 يومًا في العزل الذاتي بسبب تفشي الحالات حديثًا في عدة مناطق إسبانيا، وحذفت المملكة المتحدة إسبانيا من قائمة البلدان الآمنة وأُوصي بتجنب السفر غير الضروري إليها، ما دفع الكثير من شركات الطيران والشركات السياحية إلى إلغاء الرحلات إليها.

### 26 يوليو
ألغت شركة توي (تي يو آي) السياحية كل حجوزات العطلة إلى إسبانيا حتى 9 أغسطس وكل الحجوزات إلى جزر الكناري وجزر البليار حتى 4 أغسطس بسبب قيود السفر الدولية بعد ارتفاع عدد الحالات في بعض مناطق إسبانيا.
أعلنت السلطات الصحية الفرنسية أن اختبارات مسحة الأنف بي سي آر الخاصة بكوفيد-19 ستُتاح مجانًا استجابة لارتفاع الحالات الجديدة المسجلة في البلاد.
قيدن السلطات الصحية في منطقة دينغولفينغ- لاندآو البافارية حركة 480 موظفًا في مزرعة بعد تفشي الفيروس بينهم حديثًا ما أدى إلى ظهور أكثر من 170 إصابة بفيروس كورونا.
أعلن رئيس إقليم كامبانيا الإيطالي فينتشنزو دي لوكا عن فرض غرامة قدرها 1,000 يورو على الأشخاص الذين لا يضعون أقنعة الوجه في المناطق المغلقة في مدينة ساليرنو، وسُمح لمشغلي وسائل النقل بمنع دخول الركاب الذين يرفضون وضع قناع الوجه. ستُغرَم الشركات التي لا تمتثل لقيود فيروس كورونا التي تفرضها الحكومة الإقليمية أو الوطنية ويمكن إغلاقها مدة تصل إلى ثلاثين يومًا.

### 27 يوليو
صدرت أوامر بإغلاق المطاعم والنوادي الليلية ونُصح الناس بالبقاء في منازلهم في بلدة سانت ولفغانجغ إم سالزكامرغوت النمساوية بعد تفشي حالات يُعتقد أنها مرتبطة بالحياة الليلية في المدينة.
أعلنت رئيسة الوزراء البلجيكية صوفي ويلميس عن تشديد القيود المتعلقة بفيروس كورونا استجابةً لارتفاع عدد الحالات في البلاد، اعتبارًا من 29 يوليو. بموجب القيود الجديدة، خُفض حد التجمعات من خمسة عشر إلى خمسة أشخاص، وستشجع الحكومة البلجيكية العمل من المنزل بقوة. حُظرت جميع الفعاليات الثقافية في البلديات الأكثر تضررًا، مع السماح للأماكن المغلقة في المناطق الأخرى بحشد 100 شخص فقط ضمن فعالياتها والسماح بتجمع 200 شخص في الأماكن المفتوحة.
أعلن رئيس وزراء ولاية بافاريا الألمانية، ماركوس سودر، عن تجهيز مرافق اختبار مجانية في محطات القطارات في مدينتي ميونيخ ونورنبرغ، وفي ثلاث من الطرق السريعة الرئيسية قرب الحدود بين النمسا وألمانيا: المعبر الحدودي في فلسبرغ في النمسا، وبالقرب من مدينتي بوكينغ وكيفيرسفيلدن البافاريتين. أعلن وزير الصحة الألماني ينس شبان أيضًا أن جميع العائدين إلى ألمانيا من البلدان عالية الخطر سيُلزمون بإجراء اختبار للفيروس لمنع دخول الحالات.
أعلنت السلطات الصحية في اليونان أن الحكومة ستوسع تشريعات وضع أقنعة الوجه لتشمل مراكز التسوق وأماكن العبادة.
أعلنت شركة الطيران الإيرلندية ريان إير أنها خسرت 185 مليون يورو في الربع المالي الأول من عام 2020 ونتج ذلك بشكل مباشر عن القيود المتعلقة بجائحة فيروس كورونا، إذ انخفضت أعداد الركاب بنسبة تصل إلى 99%.
تحدثت وزيرة الشؤون الخارجية الإسبانية أرانتشا غونثاليث لايا عن مفاوضات جارية مع السلطات البريطانية بهدف استبعاد جزر الكناري وجزر البليار من شرط الحجر الصحي مدة 14 يومًا للعائدين منها، بحجة أن وضع الجائحة على تلك الجزر مماثل للوضع في المملكة المتحدة.
صرحت وزيرة الصحة والرعاية الاجتماعية في بريطانيا، هيلين واتلي، بأن السلطات تراجع وضع فيروس كورونا في عدة دول، منها فرنسا وألمانيا، بعد انتقادات بشأن الحجر الصحي المفاجئ الذي فرضته الحكومة البريطانية على العائدين من إسبانيا.

### 28 يوليو
أعلنت شركة الأدوية الأمريكية فايزر عن مفاوضات جارية مع الاتحاد الأوروبي ومع عدة دول أعضاء بشكل فردي للاتفاق على بيع لقاح كوفيد-19الذي تطوره الشركة.
صرح وزير النقل الفرنسي جان بابتيست دجيباري أن الحكومة ستراجع الخطط المقترحة لبناء محطة رابعة في مطار شارل ديغول في العاصمة باريس نتيجة تأثير جائحة فيروس كورونا على قطاع الطيران، وذلك بعد أن توقع اتحاد النقل الجوي الدولي عدم إمكانية عودة الحركة الجوية العالمية إلى مستويات ما قبل فيروس كورونا حتى عام 2024 على أقرب تقدير.
أعلن وزير السياحة اليوناني هاري ثيو هاريس أن الموانئ في أثينا وكورفو وكاندية (إيراكليو) وكاتاكولو ورودس وفولوس ستُفتح للسفن السياحية بدءًا من 1 أغسطس.
وافق مجلس الشيوخ الإيطالي على تشريع اقترحه رئيس الوزراء جوزيبي كونتي يقضي بتمديد حالة الطوارئ في البلاد إلى 15 أكتوبر، ومنح الحكومة صلاحية الاستمرار في اتخاذ قرارات بشأن جائحة فيروس كورونا دون الحاجة إلى المرور عبر البرلمان.
أعلنت السلطات في جزيرة ماديرا البرتغالية فرض أقنعة الوجه في جميع الأماكن العامة، المغلقة والمفتوحة، اعتبارًا من 1 أغسطس، بهدف ضبط انتشار العدوى.
أعلنت وزيرة الاقتصاد الإسبانية ناديا كالفينيو أن الحكومة وافقت على خطوط ائتمان بقيمة 40 مليار يورو لمساعدة الشركات على التعامل مع العواقب الاقتصادية لجائحة فيروس كورونا. طُرحت دفعة أولية تبلغ 8 مليارات يورو في الاقتصاد الإسباني، ذهبت منها 5 مليارات يورو إلى الشركات الصغيرة أو المتوسطة. كشف المعهد الوطني للإحصاء أيضًا أن أكثر من مليون مواطن إسباني باتوا عاطلين عن العمل خلال الربع المالي الثاني من عام 2020، معظمهم من القطاع السياحي.
أعلنت رئيسة المجتمع الإسباني في مدريد إيزابل دياز أيوسو عن تشديد القيود المتعلقة بفيروس كورونا بعد ارتفاع عدد الإصابات في الكثير من المناطق الإسبانية. اعتبارًا من 30 يوليو، ستصبح أقنعة الوجه إلزامية في جميع الأماكن العامة في العاصمة مدريد، وسيُستثنى من ذلك الأطفال دون السادسة ومن يمارسون الرياضة، وستقتصر التجمعات على عشرة أشخاص. كُشف عن حملات إعلامية ستستهدف شباب المنطقة الذين يُعزى انتشار الفيروس إليهم إلى حد كبير.
أعلنت الحكومة التركية أنها ستسمح بفتح المدارس اعتبارًا من 31 أغسطس طالما واصل معدل الإصابة اليومي انخفاضه. تحتاج المدارس إلى شهادة «آمن من كوفيد-19» ليؤذن لها بالعمل، سيُطلب من المدارس اتخاذ عدد من الإجراءات الوقائية، منها الحرص على استخدام معقم اليدين بشكل منتظم، وفحص درجة حرارة الطلاب والعاملين عند الوصول، والتأكد من تهوية الغرف على نحو ملائم؛ ستفتش السلطات المدارس قبل أن يُسمح لها بالعمل.

### 29 يوليو
كشفت المفوضية الأوروبية أنها دفعت 63 مليون يورو لتأمين كمية محدودة من الدواء المضاد للفيروسات «ريمديسيفير» من شركة الأدوية الأمريكية غيلياد ساينسز، إذ طُلبت جرعات كافية لعلاج نحو 30,000 من مرضى كوفيد-19. قال دبلوماسيون إنهم يأملون في الحصول على المزيد من الجرعات في المستقبل.
صرحت وزيرة الرعاية الطبية الهولندية تمارا فان آرك بأن حكومة بلادها لن توصي السكان بوضع أقنعة الوجه في الأماكن العامة بعد أن تلقت وزارة الصحة أدلة علمية مختلطة؛ بدلًا من ذلك، ستشدد السلطات على أهمية التباعد الاجتماعي لمنع انتقال الفيروس.
ذكرت وزارة الشؤون الخارجية البرتغالية أن الكثير من الدول الأعضاء في الاتحاد الأوروبي انتهكت اتفاقيات حرية التنقل بين الدول الأعضاء بعد تخفيف القيود المتعلقة بفيروس كورونا بما يكفي للسماح بالتنقل. أشارت السلطات البرتغالية إلى منع السفر إلى البرتغال من قبل عدة دول، منها بلجيكا وفنلندا وإيرلندا.
توصلت شركتا الأدوية سانوفي وغلاكسو سميث كلاين إلى اتفاق مع الحكومة البريطانية لتوفير ما يصل إلى 60 مليون جرعة من لقاح كوفيد-19 المحتمل تطويره، ومن المقرر أن تبدأ التجارب السريرية في سبتمبر.

### 30 يوليو
وافق مجلس الرجبي العالمي على مواعيد الجولات الأخيرة من بطولة الأمم الستة، التي تشارك فيها إنجلترا وفرنسا وإيرلندا وإيطاليا وإيرلندا الشمالية واسكتلندا، وتقررت المباريات في 24 و31 أكتوبر.
أعلن رؤساء بلديات عدة مدن فرنسية عن تشديد قيود فيروس كورونا لمنع انتشار الفيروس. في مدينتي سان مالو وبايون، فرضت أقنعة الوجه مع استثناء الأطفال دون 11 سنة؛ أعلنت السلطات في أورليانز أنها ستلزم السكان بوضع الأقنعة في أسواق المدينة وفي المساء على طول نهر لوار؛ أعلنت مدينة بياريتز المنتجعية أن الأقنعة ستكون إلزامية في وسط المدينة وأن الوصول إلى الشواطئ سيكون مقيدًا في الليل لمنع التجمعات الكبيرة.
رفعت وزارة الشؤون الخارجية النرويجية بلجيكا من قائمة البلدان الآمنة للسفر بعد ارتفاع إصابات فيروس كورونا فيها، وطلبت من كل العائدين إلى النرويج من 1 أغسطس إتمام فترة من الحجر الصحي الإلزامي مدتها 10 أيام.
صرح رئيس الوزراء البولندي ماتيوز مورافيكي أن حكومته تفكر بفرض الحجر الصحي مجددًا على العائدين إلى البلاد من عدة دول أعضاء في الاتحاد الأوروبي، مثل فرنسا وإسبانيا، بعد الارتفاع الأخير في عدد الإصابات.
أعلن وزير الصحة البريطاني مات هانكوك عن تشديد قيود فيروس كورونا في مقاطعة مانشستر الكبرى وأجزاء من غرب يوركشير وشرق لانكشر بسبب ارتفاع معدلات انتشار العدوى. بموجب القيود الجديدة، لا يمكن للأشخاص من أسر مختلفة التلاقي في المنازل أو الحدائق، ولا يُسمح لهم بالاختلاط في المطاعم والحانات. فُرضت نفس القيود على مدينة ليستر، المُغلقة منذ 30 يونيو، ومع ذلك، سيسمح بفتح المطاعم والحانات والمرافق الترفيهية الأخرى في المدينة اعتبارًا من 31 يوليو.

### 31 يوليو
كشفت شركتا الأدوية الأوروبيتان غلاكسو سميث كلاين وسانوفي عن مناقشات متطورة تجريانها مع قادة الاتحاد الأوروبي بهدف توفير نحو 300 مليون جرعة من لقاحات كوفيد-19 المحتمل تطويرها.
ذكر المعهد الوطني الفرنسي للإحصاء انحدارًا في الناتج المحلي الإجمالي بنسبة 13.8% في الربع الثاني من عام 2020، والسبب المباشر لذلك إغلاق الأعمال غير الضرورية خلال جائحة فيروس كورونا.
وجهت وزارة الخارجية الألمانية تحذيرات بشأن السفر غير الضروري إلى مناطق الحكم الذاتي الإسبانية أرغون وكتالونيا ونبرّة عقب ارتفاع معدلات الإصابة بفيروس كورونا فيها، وألزمت جميع العائدين منها بالخضوع لاختبار كوفيد-19 أو الحجر الصحي مدة أسبوعين.
وسعت السلطات اليونانية إجراء وضع أقنعة الوجه في البلاد، إذ أصبح ارتداؤها إلزاميًا في كل المناطق المغلقة وفي المناطق المكشوفة حيث لا يمكن الحفاظ على التباعد الاجتماعي.
ذكر المعهد الوطني الإيطالي للإحصاء انحدار الناتج المحلي الإجمالي بنسبة 12.4% في الربع الثاني من عام 2020 نتيجة القيود المفروضة للسيطرة على انتشار فيروس كورونا.
وجهت شركة السفن السياحية النرويجية هورتيجروتن تعليمات إلى 160عاملًا في طواقمها ونحو 200 راكب سافروا على متن السفينة رولد أموندسن بالعزل الذاتي بعد ثبوت إصابة ثلاثة من أفراد الطاقم بفيروس كورونا.
نصحت رئيسة الحكومة الاسكتلندية نيكولا ستارجن الناس بتجنب السفر غير الضروري إلى بعض الأجزاء الشمالية من إنجلترا، بما فيها مقاطعة مانشستر الكبرى بأكملها، بعد فرض قيود إغلاق جديدة هناك عقب ارتفاع معدلات الإصابة.
أرجأ رئيس الوزراء البريطاني بوريس جونسون المرحلة التالية من تخفيف قيود فيروس كورونا في إنجلترا بعد ارتفاع معدلات الإصابة في الكثير من المقاطعات الشمالية، وأغلق الملاهي الليلية وصالات البولينغ وصالونات الزينة؛ وأعلن عن فرض أقنعة الوجه في جميع دور السينما والمتاحف وأماكن العبادة من 8 أغسطس. ذكر كبير المسؤولين الطبيين في إنكلترا كريس ويتي أن البلاد «ربما وصلت إلى حدود ما يمكن فعله».

## الاستجابة والتدابير المتخذة في جنوب وجنوب شرق آسيا

### 1 يوليو
أعلن وزير التعليم الماليزي محمد راضي جيدين عن إعادة افتتاح المدارس على مرحلتين اعتبارًا من 15 يوليو. سيعود تلاميذ المدارس الثانوية وكبار طلاب المرحلة الابتدائية وطلاب الفصل المنفصل في 15 يوليو بينما سيعود تلاميذ المرحلة الإعدادية في 22 يوليو.
في تايلاند، أعيد فتح المدارس وأماكن الترفيه مثل المطاعم بشرط اتباع قواعد التباعد الاجتماعي وفحص درجة الحرارة بشكل صارم.

### 3 يوليو
أعلن وزير الصحة الماليزي أدهم بابا عن أنه سيُطلب من المواطنين الماليزيين والأجانب المسافرين إلى ماليزيا دفع رسوم أثناء خضوعهم لاختبارات كوفيد 19.

### 5 يوليو
أعلن مديرو معلم تاج محل السياحي في الهند في مدينة أغرة أنه سيظل مغلقًا في المستقبل القريب بسبب مخاوف تتعلق بالصحة العامة.

### 9 يوليو
أعلن الوزير الاتحادي الباكستاني للتعليم والتدريب المهني شفقت محمود أن جميع المدارس والكليات والجامعات ستفتح أبوابها في 15 سبتمبر مع تطبيق إجراءات صارمة للنظافة.

### 10 يوليو
أعلن رئيس الوزراء الهندي ناريندرا مودي عن فرض حظر تجول لمدة تسعة أيام في أورانجاباد بسبب ارتفاع حالات الإصابة بفيروس كورونا. دخلت ولاية أوتار براديش حظر لمدة يومين بسبب ارتفاع عدد الحالات.
أعلن الوزير الماليزي إسماعيل صبري يعقوب عن السماح لمراكز الترفيه العائلي، بما في ذلك أروقة الألعاب ومراكز الكاريوكي والملاهي الداخلية ومراكز الترفيه التربوي للأطفال وصالات الألعاب الرياضية للأطفال، باستئناف عملها اعتبارًا من 15 يوليو.

### 11 يوليو
أفادت الأنباء أن السلطات في إقليم جامو وكشمير الخاضع للإدارة الهندية تدرس فرض إغلاق إقليمي بعد أن تجاوز عدد حالات الإصابة المؤكدة هناك 10000 حالة.
منح مراقب العقارات العام في الهند الموافقة على استخدام عقار إيتوليزوماب -الذي طورته شركة بايكون الهندية للأدوية البيولوجية- في الحالات الشديدة ومعتدلة الشدة من كوفيد 19.

### 12 يوليو
أعلن باحثون في جامعة شولالونغكورن في بانكوك أن التجارب البشرية للقاح محتمل لكوفيد 19 ستبدأ بنحو 10000 متطوع في نوفمبر، بهدف إنتاجه بحلول نهاية عام 2021.

### 13 يوليو
أمرت حكومة سريلانكا بإغلاق جميع المدارس الحكومية في البلاد بسبب ارتفاع حالات الإصابة بفيروس كورونا، مع تشجيع المدارس الخاصة بشدة على الإغلاق أيضًا.

### 14 يوليو
حثت منظمة هيومن رايتس ووتش البنك الوطني الكمبودي والحكومة الكمبودية على تعليق تحصيل الديون وتراكم الفوائد لأولئك الذين لم يعودوا قادرين على سداد المدفوعات نتيجة الآثار الاقتصادية لوباء كوفيد 19، بحجة أن تدابير تخفيف عبء الديون التي وفرها مقدمو القروض الصغيرة للمواطنين الذين يواجهون صعوبات مادية لم تكن ناجحة.
عادت مدينة بنغالور الهندية إلى الحجر لمدة أسبوع نتيجة ارتفاع حالات الإصابة بفيروس كورونا في البلاد. بموجب القيود الجديدة، أُجبرَت جميع المتاجر غير الضرورية على الإغلاق، ولم يُسمح بفتح المتاجر الأساسية والصيدليات إلا في الصباح. كذلك، أوقِفَت جميع وسائل النقل العام وألغي السفر إلى مناطق مختلفة.
أعلن وزير الخارجية الماليزي هشام الدين حسين ووزيرة الخارجية السنغافورية فيفيان بالاكريشنان عن استئناف السفر وحركة المرور عبر الحدود بين البلدين في 10 أغسطس 2020.

### 15 يوليو
كشف رئيس الوزراء الهندي ناريندرا مودي أن العديد من المدن والولايات، بما في ذلك مدن بنغالور وبوني وشيلونج وولايات أوتار براديش وتاميل نادو وآسام، ستعود للحجر بسبب انتشار العدوى في البلاد.
سُمح بإعادة فتح المدارس الابتدائية والثانوية في ماليزيا على مراحل بسبب الانخفاض المستمر في الإصابات بفيروس كورونا في البلاد، مع تطبيق تدابير النظافة الصارمة.

### 16 يوليو
أعلنت السلطات في إقليم كشمير الخاضع للسيطرة الهندية عن السماح للهندوس بأداء فريضة الحج إلى معبد أمارناث المقدس في جبال الهيمالايا، المقرر أن يبدأ في 21 يوليو، ولكن بشرط السماح لنحو 500 حاج فقط يوميًا لضمان فرض قواعد التباعد الاجتماعي.

### 17 يوليو
أعلنت شركة الأدوية الهندية كاديلا هيلث كير عن موعد انتهاء تجارب المرحلة الأخيرة من لقاح كوفيد 19 المحتمل للشركة في مارس 2021، مع إمكانية إنتاج 100 مليون جرعة من اللقاح كل عام.
مددت السلطات الصحية في مقاطعة السند الباكستانية الحجر هناك حتى 15 أغسطس -على أقل تقدير- استجابة لارتفاع حالات الإصابة بفيروس كورونا، مع استمرار إغلاق معظم الشركات غير الأساسية. كذلك، نصح السلطات السكان بالحفاظ على مسافة تبلغ ثلاثة أقدام وارتداء قناع للوجه في جميع الأماكن العامة.

### 20 يوليو
أعلن رئيس الوزراء الماليزي محي الدين ياسين أن الحكومة الماليزية تدرس جعل أقنعة الوجه إلزامية، بسبب عودة 13 مجموعة إصابة تالية لتخفيف الحكومة من قيود الحظر على الحركة والأعمال في يونيو 2020.

### 21 يوليو
أعلنت السلطات في نيبال أن الرحلات الدولية من وإلى البلاد ستستأنف في 17 أغسطس بعد تعليقها أثناء جائحة فيروس كورونا.

### 22 يوليو
ألغى منظمو الحج الهندوسي المقدس إلى معبد أمارناث الحدث بسبب ارتفاع حالات الإصابة بفيروس كورونا في إقليم كشمير الخاضع للسيطرة الهندية.
صرح مسؤولون في تايلاند أن حالة الطوارئ في البلاد المفروضة للسيطرة على جائحة الفيروس التاجي ستُمدَّد حتى نهاية أغسطس، على الرغم من عدم إبلاغ الحكومة التايلاندية عن أي حالة منقولة محليًا في غضون شهرين تقريبًا. أعلن تويسين فيسانويوتين -المتحدث باسم وزارة الصحة التايلاندية- عن بدء السماح لرجال الأعمال والعمال المهاجرين وأطقم التصوير والسائحين الطبيين بالسفر تدريجيًا إلى البلاد في محاولة لتعويض بعض الخسائر الاقتصادية؛ وذلك مع اختبار جميع المسافرين القادمين عند وصولهم وخضوعهم للحجر الصحي الإلزامي لمدة 14 يوم.

### 23 يوليو
أعلن الوزير الماليزي إسماعيل صبري يعقوب عن فرض ارتداء أقنعة الوجه في الأماكن العامة -مثل الأسواق ووسائل النقل العام- اعتبارًا من 1 أغسطس، ليتحمل المخالفون غرامة قدرها 1000 رينغيت ماليزي (235 دولار أمريكي).

### 25 يوليو
صرح وزير التجارة الماليزي محمد عزمين علي أن قمة التعاون الاقتصادي لآسيا والمحيط الهادئ لعام 2020 ستتم في العاصمة كوالالمبور في نوفمبر، على الرغم من قيود السفر الدولية المختلفة المفروضة بسبب جائحة كوفيد 19.

### 26 يوليو
كشف وزير الطيران الهندي هارديب سينغ بوري أن أكثر من 800 ألف مواطن هندي قد أعيدوا إلى الوطن من أكثر من خمسين دولة منذ مايو ضمن إطار مهمة فاندي بارات الحكومية.
أعلن الوزير الماليزي إسماعيل صبري يعقوب أن الحكومة الفيدرالية ستحد من الحركة بين المناطق في ساراواك خاصة حول عاصمة الولاية كوتشينغ في محاولة للحد من انتشار كوفيد 19 داخل تلك الولاية.

### 27 يوليو
افتتح رئيس الوزراء الهندي ناريندرا مودي فعليًا ثلاثة منشآت عالية التقنية لاختبار فيروس كورونا في مدن نويدا ومومباي وكولكاتا، مع قدرة كل منشأة على إجراء أكثر من 10000 اختبار يوميًا.

### 28 يوليو
حث رئيس الوزراء الباكستاني عمران خان الباكستانيين على مواصلة اتباع الإرشادات الحكومية، بما في ذلك التباعد الاجتماعي والحد من الاتصال بالآخرين بسبب مخاوف من أن عيد الأضحى الإسلامي في 31 يوليو قد يؤدي إلى زيادة في الإصابات بفيروس كورونا.

### 29 يوليو
تلقت شركة هيترو الدوائية الهندية المحدودة موافقة من منظمي الأدوية لتوزيع نسختها من عقار فافيبيرافير المضاد للفيروسات، ومن المقرر أن تبدأ المبيعات اعتبارًا من 5 أغسطس. أتى ذلك في الوقت الذي توصلت فيه دراسة أجريت في مدينة مومباي إلى أن أكثر من نصف سكان الأحياء الفقيرة في المدينة يملكون أجسام مضادة لكوفيد 19، مما يعني أنهم أصيبوا سابقًا بالفيروس، وهذا أثار مخاوف حول دقة البيانات الرسمية للحكومة الهندية.

### 30 يوليو
أعادت الحكومة النيبالية فتح الفنادق والمطاعم والكازينوهات للحد من العواقب الاقتصادية للوباء، وأصدرت تصاريح لتسلق عدة جبال من جبال الهيمالايا -بما في ذلك جبل إيفرست- لأول مرة منذ أكثر من أربعة أشهر.

### 31 يوليو
سجلت شركة تصنيع السيارات الهندية تاتا موتورز خسارة صافية بلغت 84 مليار روبية خلال الربع الثاني من عام 2020، نتيجة انخفاض المبيعات الذي تفاقم بسبب جائحة فيروس كورونا في أوروبا والصين.